# Mortagne-au-Perche
Pour les articles homonymes, voir Mortagne.
Mortagne-au-Perche est une commune française, située dans le département de l'Orne en région Normandie, peuplée de 3 857 habitants.

## Géographie
Mortagne-au-Perche est une commune située au sud-est du département de l'Orne, en marge du nord-ouest de la région naturelle du Perche. Elle est le siège de la sous-préfecture de l'arrondissement de Mortagne-au-Perche, correspondant à une partie du Perche et du pays d'Ouche.
La route nationale 12 passe à travers la ville de Mortagne. Depuis 1965, la route a été déviée de son tracé, contournant la cité percheronne par le nord, entre la Jarretière et les Gaillons (qui contient plusieurs zones artisanales et industrielles). Depuis 2004, le tracé a été doublé.
La ville, de par sa gare, fut autrefois une importante étoile ferroviaire à cinq branches, toutes disparues, celle d'Alençon à Condé-sur-Huisne étant devenue une voie verte. Elle est aujourd'hui desservie par plusieurs lignes d'autocars du réseau Nomad en provenance d'Alençon et Nogent-le-Rotrou (ligne 70) ainsi que de L'Aigle (ligne 60).

### Hydrographie
La commune est située dans le bassin Loire-Bretagne. Elle est drainée par la Chippe,.
La Chippe, d'une longueur de 12 km, prend sa source dans la commune de Saint-Langis-lès-Mortagne et se jette  dans l'Huisne en limite de Mauves-sur-Huisne et de Comblot, après avoir traversé six communes. 

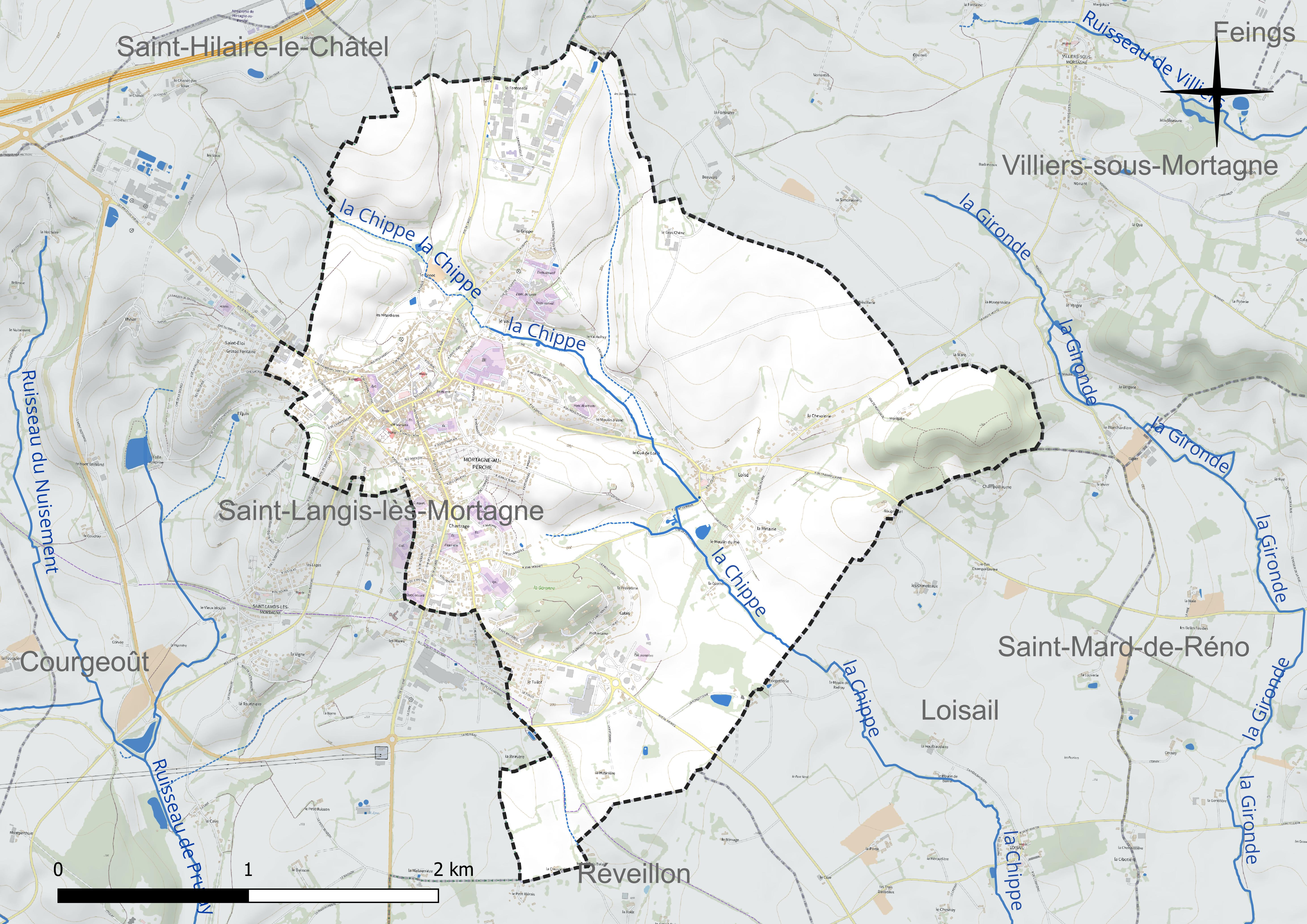
Réseau hydrographique de Mortagne-au-Perche.

### Climat
Le climat qui caractérise la commune est qualifié, en 2010, de « climat océanique dégradé des plaines du Centre et du Nord », selon la typologie des climats de la France qui compte alors huit grands types de climats en métropole. En 2020, la commune ressort du type « climat océanique altéré » dans la classification établie par Météo-France, qui ne compte désormais, en première approche, que cinq grands types de climats en métropole. Il s’agit d’une zone de transition entre le climat océanique, le climat de montagne et le climat semi-continental. Les écarts de température entre hiver et été augmentent avec l'éloignement de la mer. La pluviométrie est plus faible qu'en bord de mer, sauf aux abords des reliefs.
Les paramètres climatiques qui ont permis d’établir la typologie de 2010 comportent six variables pour les températures et huit pour les précipitations, dont les valeurs correspondent à la normale 1971-2000. Les sept principales variables caractérisant la commune sont présentées dans l'encadré ci-après.
| Paramètres climatiques communaux sur la période 1971-2000 - Moyenne annuelle de température : 10,1 °C - Nombre de jours avec une température inférieure à −5 °C : 2,8 j - Nombre de jours avec une température supérieure à 30 °C : 3 j - Amplitude thermique annuelle : 14,2 °C - Cumuls annuels de précipitation : 812 mm - Nombre de jours de précipitation en janvier : 12,4 j - Nombre de jours de précipitation en juillet : 7,9 j |

Avec le changement climatique, ces variables ont évolué. Une étude réalisée en 2014 par la Direction générale de l'Énergie et du Climat complétée par des études régionales prévoit en effet que la  température moyenne devrait croître et la pluviométrie moyenne baisser, avec toutefois de fortes variations régionales. La station météorologique de Météo-France installée sur la commune et en service de 1993 à 2010 permet de connaître l'évolution des indicateurs météorologiques. Le tableau détaillé pour la période 1981-2010 est présenté ci-après.
| Mois                                  | jan.             | fév.          | mars           | avril         | mai           | juin          | jui.         | août          | sep.         | oct.            | nov.          | déc.           | année      |
| ------------------------------------- | ---------------- | ------------- | -------------- | ------------- | ------------- | ------------- | ------------ | ------------- | ------------ | --------------- | ------------- | -------------- | ---------- |
| Température minimale moyenne (°C)     | 2,1              | 2,6           | 4,1            | 5,8           | 9,4           | 11,9          | 13,8         | 13,9          | 10,8         | 8,6             | 4,9           | 2,3            | 7,5        |
| Température moyenne (°C)              | 4,6              | 5,6           | 8              | 10,4          | 14,1          | 17,1          | 19,1         | 19,1          | 15,7         | 12,3            | 7,7           | 4,7            | 11,6       |
| Température maximale moyenne (°C)     | 7                | 8,6           | 11,8           | 15            | 18,8          | 22,4          | 24,4         | 24,3          | 20,6         | 16,1            | 10,5          | 7,1            | 15,6       |
| Record de froid (°C) date du record   | −12,5 01.01.1997 | −7,5 28.02.05 | −10,5 01.03.05 | −2,5 07.04.08 | −0,5 14.05.10 | 3 01.06.06    | 6,5 14.07.08 | 2 28.08.1998  | 2,5 19.09.07 | −3,5 30.10.1997 | −7 23.11.1993 | −10 29.12.1996 | −12,5 1997 |
| Record de chaleur (°C) date du record | 16,5 27.01.03    | 19 14.02.1998 | 23,5 20.03.05  | 27,5 30.04.05 | 31 27.05.05   | 33,5 23.06.05 | 36 26.07.06  | 38,5 06.08.03 | 33 04.09.05  | 25,5 10.10.05   | 18 03.11.05   | 16,5 07.12.00  | 38,5 2003  |
| Précipitations (mm)                   | 77,4             | 62,4          | 60,4           | 53,2          | 65,3          | 50,1          | 60,6         | 49,8          | 60,3         | 78,5            | 80,5          | 90             | 788,5      |

## Localisation
|                           | Saint-Hilaire-le-Châtel | Villiers-sous-Mortagne |
| Saint-Langis-lès-Mortagne | Mortagne-au-Perche      | Loisail                |
|                           | Réveillon               |                        |

## Urbanisme

### Typologie
Au 1er janvier 2024, Mortagne-au-Perche est catégorisée bourg rural, selon la nouvelle grille communale de densité à sept niveaux définie par l'Insee en 2022. Elle appartient à l'unité urbaine de Mortagne-au-Perche, une agglomération intra-départementale regroupant deux communes, dont elle est ville-centre,,. Par ailleurs la commune fait partie de l'aire d'attraction de Mortagne-au-Perche, dont elle est la commune-centre,. Cette aire, qui regroupe 25 communes, est catégorisée dans les aires de moins de 50 000 habitants,.

### Occupation des sols
L'occupation des sols de la commune, telle qu'elle ressort de la base de données européenne d’occupation biophysique des sols Corine Land Cover (CLC), est marquée par l'importance des territoires agricoles (65,6 % en 2018), en diminution par rapport à 1990 (68,7 %). La répartition détaillée en 2018 est la suivante : terres arables (43,8 %), zones urbanisées (27,2 %), prairies (17,1 %), zones agricoles hétérogènes (4,7 %), forêts (3,8 %), zones industrielles ou commerciales et réseaux de communication (3,5 %). L'évolution de l’occupation des sols de la commune et de ses infrastructures peut être observée sur les différentes représentations cartographiques du territoire : la carte de Cassini (XVIIIe siècle), la carte d'état-major (1820-1866) et les cartes ou photos aériennes de l'IGN pour la période actuelle (1950 à aujourd'hui).

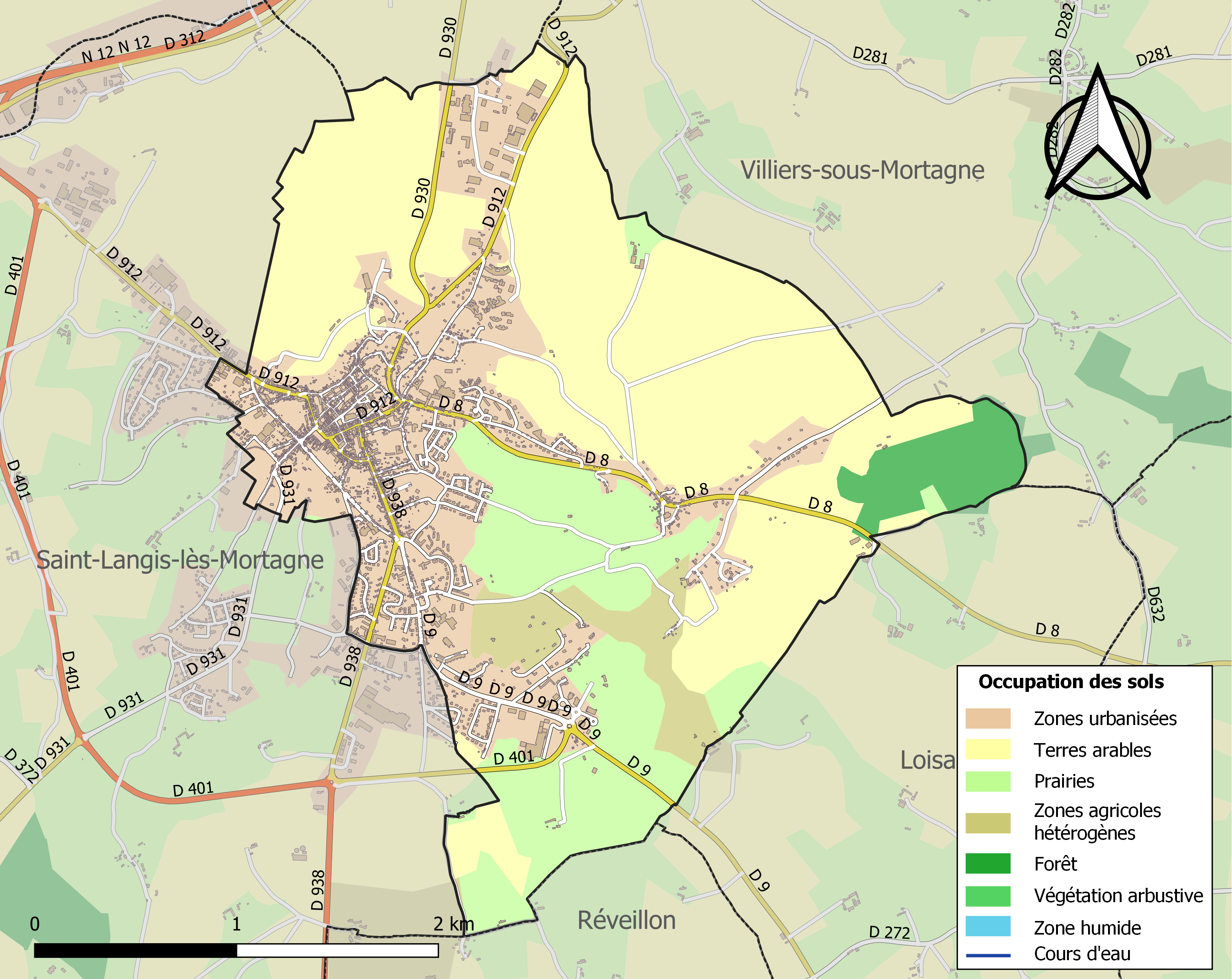
Carte des infrastructures et de l'occupation des sols de la commune en 2018 (CLC).

## Toponymie
Le nom de la localité est attesté sous les formes [comitis] Mauritaniae en 1086, Mauritania vers 1100, Mortagne sur Huisne, Mortagne sur Montagne, Mortagne au Perche…
Selon Auguste Longnon, Mauritania représenterait un lieu de stationnement d'une unité de l'armée romaine à l'époque du Bas Empire, dont les légionnaires ont été affectés à une poste de colons romains. Cependant la notitia dignitatum ne mentionne aucune unité maure dans la région. Les légions et les unités romaines portaient un nom (Germania, Gallica...) qui témoignaient de leur lieu d'affectation ou de leurs exploits militaires. Les légionnaires étaient après leur service militaire, reconverti en colons, en des points stratégiques.
Ernest Nègre préfère voir dans le type toponymique Mortagne, l'anthroponyme latin Mauretanus et du suffixe -ia.
Alors qu'une légende locale privilégie le sens de Morte-agne, c'est-à-dire « morte-eau » en roman, ce qui est dénué de sens car le mot latin aqua a d'abord évolué en ewe, eve en ancien français, puis eau, par conséquent on aurait dû avoir *Morteve ou *Morteau Cf. Morteau.
Le Perche est une région naturelle possédant une forte identité qui désignait au VIe siècle une zone forestière connue sous le nom de Silva Pertica.

## Histoire
La ville de Mortagne-au-Perche est bâtie au sommet et sur le versant d’un coteau, au pied duquel coulent les sources de la Chippe.

### Antiquité
L’origine du nom Mauritania, indique la présence d’une garnison romaine à l’époque du Bas-Empire[Information douteuse].

### Moyen-Âge
Mortagne-au-Perche fut, avec Bellême et Nogent-le-Rotrou l'une des capitales du Perche et son histoire est étroitement liée à celle des comtes du Perche et aux querelles incessantes entre les seigneurs de Mortagne et ceux de Bellême. Très tôt, les comtes y édifièrent une forteresse, un château sur motte, car en 997, elle fut incendiée par le roi des francs, Robert II le Pieux, fils d'Hugues Capet. La forteresse fut reconstruite au XIIe siècle au sommet du plateau et, au début du XIIIe siècle, prit le nom de fort Toussaint. Elle constituait avec le donjon citadelle d'Argentan un bouclier défensif face à la France.
En 1090, la ville de Mortagne et les environs furent infectés de la lèpre. Geoffroy II du Perche fit bâtir une léproserie au lieu appelé Chartrage. II y établit un prieur et quatre religieux de l'ordre de Saint-Augustin pour avoir pris soin des lépreux.
En 1111, Rotrou III du Perche est fait prisonnier par le comte de Bellême, Robert II qui incendie et pille la ville de Mortagne en représailles à la participation de Rotrou à la coalition d'Henri Ier d'Angleterre contre le roi de France Louis VI. La place forte, avec celles d'Argentan, d'Alençon et de Domfront, faisait partie de la ceinture de pierre d'Henri Ier Beauclerc.
Saint Louis (1215-1270) visitera à plusieurs reprises la ville, qui tombera aux mains des Anglais lors de la guerre de Cent Ans. C'est à cette époque que le fort Toussaint est restauré et que l'enceinte urbaine est agrandie,.
Vers 1411, Jean Ier, duc d’Alençon et comte du Perche, fait fortifier la ville.
Mortagne fut, après Corbon, le chef-lieu du Corbonnais, région formé des régions de Mortagne et de Bellême.

### Époque moderne
Lors des guerres de Religion la ville changera 22 fois de mains. Les protestants s'emparent par surprise de la ville en 1562 et y commettent de nombreux méfaits. Mortagne tombe l’année suivante aux mains des huguenots, commandés par Coligny. Prise une troisième fois par les protestants, en 1558, ses maisons sont en partie détruites par le feu. Durant les troubles de la Ligue, Mortagne est, en l’espace de trois ans et demi, prise, reprise et pillée par les partisans des deux camps.
Le 12 juillet 1593, la cité percheronne est attaquée par Jacques Desmoutis de La Morandière, nommé gouverneur du Perche pour la Ligue par le duc de Mayenne, Charles de Mayenne.
En 1634, sous l’impulsion de Robert Giffard, plusieurs centaines de percherons, dont des mortagnais, émigrent vers la Nouvelle-France. L'un des plus illustres, Pierre Boucher, quitte Mortagne en 1635 avec ses parents et fondera en 1667 la ville de Boucherville, sixième plus vieille ville canadienne.
Vers la fin de l'Ancien Régime, Mortagne est une ville importante :

« Mortagne : capitale du Perche, chef-lieu d'une élection, bailliage, grenier-à-sel, subdélégation, siège d'un lieutenant des maréchaux de France, d'une brigade de maréchaussée & d'une officialité du diocèse de Séez, du parlement de Paris & de l'intendance d'Alençon. On y compte 910 feux, quatre paroisses, une église-collégiale, plusieurs maisons religieuses, un hôpital, &c. Cette ville est située sur une montagne ce qui y rend l'eau très rare. On y entre par cinq portes qui répondent à autant de faubourgs; savoir, la porte d'Alençon, celle de St. Langis, celle des Capucins, celle de Paris & celle de Rouen. C'était autrefois une place très forte. Les murailles qui subsistent actuellement, n'ont été bâties qu'en 1614 & 1615. Les anciennes étaient environnées de doubles fossés. À l'une des extrémités de la ville, vers le levant, était un fort château, situé sur une élévation faite de main d'homme. Au centre de la ville était une autre forteresse, bâtie par les ordres de Jean I comte du Perche, environnée de murailles très hautes & très épaisses, garnies de tours de distance en distance.
Le commerce de la ville de Mortagne consiste principalement en toiles, & il y est fort considérable. Il s'y tient tous les ans six foires. »

### Révolution française et Empire
Le 2 juin 1811, Napoléon Ier et l’Impératrice Marie-Louise étaient de passage à Mortagne-au-Perche. Leurs Majestés  arrivaient d’Alençon et rentraient à Fontainebleau au terme d’un long voyage en Normandie. Napoléon Ier était attendu pour midi et c’est la maison d'un certain M. de Berton – une demeure privée – qui avait été choisie pour le déjeuner et qui deviendra bien plus tard, en 1953, la sous-préfecture de Mortagne-au-Perche.
Le jour du 2 juin, c’est sous la voûte d’un arc de triomphe construit pour l’occasion rue faubourg Saint-Honoré, que la foule s’était massée pour attendre Napoléon Bonaparte. En quittant Mortagne, Napoléon 1er et l’Impératrice Marie-Louise avaient pu passer sous un autre arc de triomphe construit pour l’événement et placé à la sortie de la ville, porte de Chartrage.

### Époque contemporaine
Le 12 août 1944, dans les derniers jours précédant la fin de la bataille de Normandie, la ville de Mortage-au-Perche est libérée par la 5th Armored Division US.

## Politique et administration

### Tendances politiques et résultats
| Élections présidentielles, résultats des deuxièmes tours.                                           | Élections présidentielles, résultats des deuxièmes tours. | Élections présidentielles, résultats des deuxièmes tours. | Élections présidentielles, résultats des deuxièmes tours. | Élections présidentielles, résultats des deuxièmes tours. | Élections présidentielles, résultats des deuxièmes tours. | Élections présidentielles, résultats des deuxièmes tours. | Élections présidentielles, résultats des deuxièmes tours. |
| Année                                                                                               | Élu                                                       | Élu                                                       | Élu                                                       | Battu                                                     | Battu                                                     | Battu                                                     | Participation                                             |
| --------------------------------------------------------------------------------------------------- | --------------------------------------------------------- | --------------------------------------------------------- | --------------------------------------------------------- | --------------------------------------------------------- | --------------------------------------------------------- | --------------------------------------------------------- | --------------------------------------------------------- |
| 2002                                                                                                | 82.46 %                                                   | Jacques Chirac                                            | RPR                                                       | 17.54 %                                                   | Jean-Marie Le Pen                                         | FN                                                        | 77.50 %                                                   |
| 2007                                                                                                | 58.62 %                                                   | Nicolas Sarkozy                                           | UMP                                                       | 41.38 %                                                   | Ségolène Royal                                            | PS                                                        | 78.80 %                                                   |
| 2012                                                                                                | 44.56 %                                                   | François Hollande                                         | PS                                                        | 55.44 %                                                   | Nicolas Sarkozy                                           | UMP                                                       | 78.44 %                                                   |
| 2017                                                                                                | 68.82 %                                                   | Emmanuel Macron                                           | EM                                                        | 31.18 %                                                   | Marine Le Pen                                             | FN                                                        | 73.72 %                                                   |
| 2022                                                                                                | 62.22 %                                                   | Emmanuel Macron                                           | LREM                                                      | 37.78 %                                                   | Marine Le Pen                                             | RN                                                        | 74.01 %                                                   |
| Élections législatives, résultats des deux meilleurs scores du dernier tour de scrutin.             |                                                           |                                                           |                                                           |                                                           |                                                           |                                                           |                                                           |
| Année                                                                                               | Élu                                                       | Élu                                                       | Élu                                                       | Battu                                                     | Battu                                                     | Battu                                                     | Participation                                             |
| Mortagne-au-Perche est répartie sur plusieurs circonscriptions, cf. les résultats des .             |                                                           |                                                           |                                                           |                                                           |                                                           |                                                           |                                                           |
| Avant 2010, Mortagne-au-Perche est répartie sur plusieurs circonscriptions, cf. les résultats des . |                                                           |                                                           |                                                           |                                                           |                                                           |                                                           |                                                           |
| 2002                                                                                                | 54.95 %                                                   | Jean-Claude Lenoir                                        | UMP                                                       | 18.35 %                                                   | Anne-Marie Moretti                                        | PS                                                        | 62.38 %                                                   |
| 2007                                                                                                | 57.67 %                                                   | Jean-Claude Lenoir                                        | UMP                                                       | 21.49 %                                                   | Anne-Marie Moretti                                        | PS                                                        | 57.98 %                                                   |
| Après 2010, Mortagne-au-Perche est répartie sur plusieurs circonscriptions, cf. les résultats de .  |                                                           |                                                           |                                                           |                                                           |                                                           |                                                           |                                                           |
| 2012                                                                                                | 56.78 %                                                   | Véronique Louwagie                                        | UMP                                                       | 43.22 %                                                   | Souad El Manaa                                            | PS                                                        | 55.20 %                                                   |
| 2017                                                                                                | 48.37 %                                                   | Véronique Louwagie                                        | LR                                                        | 51.63 %                                                   | Ophélie Lerouge                                           | REM                                                       | 46.30 %                                                   |
| 2022                                                                                                | 71.77 %                                                   | Véronique Louwagie                                        | LR                                                        | 28.23 %                                                   | Alexandre Morel                                           | RN                                                        | 47.48 %                                                   |
| 2024                                                                                                | %                                                         |                                                           |                                                           | %                                                         |                                                           |                                                           | %                                                         |
| Élections européennes, résultats des deux meilleurs scores.                                         |                                                           |                                                           |                                                           |                                                           |                                                           |                                                           |                                                           |
| Année                                                                                               | Liste 1re                                                 | Liste 1re                                                 | Liste 1re                                                 | Liste 2e                                                  | Liste 2e                                                  | Liste 2e                                                  | Participation                                             |
| 2004                                                                                                | 18.60 %                                                   | Tokia Saïfi                                               | UMP                                                       | 24.25 %                                                   | Henri Weber                                               | PS                                                        | 39.27 %                                                   |
| 2009                                                                                                | 39.39 %                                                   | Dominique Riquet                                          | UMP                                                       | 13.64 %                                                   | Gilles Pargneaux                                          | PS                                                        | 39.53 %                                                   |
| 2014                                                                                                | 24.14 %                                                   | Marine Le Pen                                             | FN                                                        | 32.93 %                                                   | Jérôme Lavrilleux                                         | UMP                                                       | 42.45 %                                                   |
| 2019                                                                                                | 22.09 %                                                   | Jordan Bardella                                           | FN                                                        | 27.27 %                                                   | Nathalie Loiseau                                          | LREM                                                      | 54.29 %                                                   |
| 2024                                                                                                | %                                                         |                                                           |                                                           | %                                                         |                                                           |                                                           | %                                                         |
| Élections régionales, résultats des deux meilleurs scores.                                          |                                                           |                                                           |                                                           |                                                           |                                                           |                                                           |                                                           |
| Année                                                                                               | Liste 1re                                                 | Liste 1re                                                 | Liste 1re                                                 | Liste 2e                                                  | Liste 2e                                                  | Liste 2e                                                  | Participation                                             |
| 2004                                                                                                | 45.76 %                                                   | René Garrec                                               | UMP                                                       | 37.87 %                                                   | Philippe Duron                                            | PS                                                        | 55.63 %                                                   |
| 2010                                                                                                | 48.34 %                                                   | Laurent Beauvais                                          | PS                                                        | 51.66 %                                                   | Jean-François Legrand                                     | UMP                                                       | 43.95 %                                                   |
| 2015                                                                                                | 43.64 %                                                   | Hervé Morin                                               | UDI                                                       | 29.81 %                                                   | Nicolas Mayer-Rossignol                                   | PS                                                        | 54.99 %                                                   |
| 2021                                                                                                | 41.19 %                                                   | Hervé Morin                                               | NC                                                        | 22.44 %                                                   | Laurent Bonnaterre                                        | DVD                                                       | 32.59 %                                                   |
| Élections cantonales, résultats des deux meilleurs scores du dernier tour de scrutin.               |                                                           |                                                           |                                                           |                                                           |                                                           |                                                           |                                                           |
| Année                                                                                               | Élu                                                       | Élu                                                       | Élu                                                       | Battu                                                     | Battu                                                     | Battu                                                     | Participation                                             |
| Mortagne-au-Perche est répartie sur plusieurs cantons, cf. les résultats de ceux de .               |                                                           |                                                           |                                                           |                                                           |                                                           |                                                           |                                                           |
| 2001                                                                                                | ? %                                                       | ?                                                         | ?                                                         | ? %                                                       | ?                                                         | ?                                                         | indisponible %                                            |
| 2004                                                                                                | ? %                                                       | ?                                                         | ?                                                         | ? %                                                       | ?                                                         | ?                                                         | indisponible %                                            |
| 2008                                                                                                | 40.64 %                                                   | Bernard Milcent                                           | DVD                                                       | 35.78 %                                                   | Roland Caillaud                                           | DVD                                                       | 49.73 %                                                   |
| 2011                                                                                                | ? %                                                       | ?                                                         | ?                                                         | ? %                                                       | ?                                                         | ?                                                         | indisponible %                                            |
| Élections départementales, résultats des deux meilleurs scores du dernier tour de scrutin.          |                                                           |                                                           |                                                           |                                                           |                                                           |                                                           |                                                           |
| Année                                                                                               | Élus                                                      | Élus                                                      | Élus                                                      | Battus                                                    | Battus                                                    | Battus                                                    | Participation                                             |
| Mortagne-au-Perche est répartie sur plusieurs cantons, cf. les résultats de ceux de .               |                                                           |                                                           |                                                           |                                                           |                                                           |                                                           |                                                           |
| 2015                                                                                                | 49.78 %                                                   | Jean Lamy Marie-Christine Besnard                         | DVD                                                       | 27.32 %                                                   | Anne-Marie Guérin Bernard Milcent                         | DVD                                                       | 47.55 %                                                   |
| 2021                                                                                                | 80.76 %                                                   | Xavier Goutte Virginie Valtier                            | DVD                                                       | 19.24 %                                                   | Gaëlle Lauwarier Michel Lepoivre                          | RN                                                        | 30.81 %                                                   |
| Référendums.                                                                                        |                                                           |                                                           |                                                           |                                                           |                                                           |                                                           |                                                           |
| Année                                                                                               | Oui (national)                                            | Oui (national)                                            | Oui (national)                                            | Non (national)                                            | Non (national)                                            | Non (national)                                            | Participation                                             |
| 1992                                                                                                | 52.02 % (51,04 %)                                         | 52.02 % (51,04 %)                                         | 52.02 % (51,04 %)                                         | 47.98 % (48,96 %)                                         | 47.98 % (48,96 %)                                         | 47.98 % (48,96 %)                                         | 71.97 %                                                   |
| 2000                                                                                                | ? % (73,21 %)                                             | ? % (73,21 %)                                             | ? % (73,21 %)                                             | ? % (26,79 %)                                             | ? % (26,79 %)                                             | ? % (26,79 %)                                             | indisponible %                                            |
| 2005                                                                                                | 50.34 % (45,33 %)                                         | 50.34 % (45,33 %)                                         | 50.34 % (45,33 %)                                         | 49.66 % (54,67 %)                                         | 49.66 % (54,67 %)                                         | 49.66 % (54,67 %)                                         | 64.53 %                                                   |

### Administration municipale
| Période                                  | Période      | Identité           | Étiquette    | Qualité |
| ---------------------------------------- | ------------ | ------------------ | ------------ | --- |
| 1919                                     | mai 1925     | Georges Levassort  |              | Docteur en médecine |
| mai 1925                                 | mai 1929     | Dr Lemoine         |              | Docteur en médecine |
| mai 1929                                 | octobre 1947 | Jules Goupy        |              | Ancien militaire de carrière |
| octobre 1947                             | mai 1953     | André Lestang      |              | Avoué |
| mai 1953                                 | mars 1959    | Georges Jéhanin    | SE           | Docteur en médecine |
| mars 1959                                | mars 1971    | Alcide Dodier      | SE           | Directeur de l'imprimerie Percheronne à Mortagne-au-Perche puis agent d'assurance                                                                           |
| mars 1971                                | mars 1989    | Robert Tanné       | SE           | Cuisinier à l'hôpital de Mortagne |
| mars 1989                                | mars 2014    | Jean-Claude Lenoir | UDF puis UMP | Député de la 2e circonscription de l'Orne (1993 → 2011), sénateur de l'Orne (2011 → 2017), conseiller général du canton de Mortagne-au-Perche (1982 → 1993) |
| mars 2014                                | mai 2020     | Jacki Desouche     | DVD          | Comptable d'entreprise retraité, vice-président de la CC du Pays de Mortagne au Perche                                                                      |
| mai 2020                                 | En cours     | Virginie Valtier   | DVD          | Docteur en pharmacie, vice-présidente de la communauté de communes du Pays de Mortagne au Perche, conseillère et vice-présidente départementale depuis 2021 |
| Les données manquantes sont à compléter. |              |                    |              | |

## Population et société

### Démographie
L'évolution du nombre d'habitants est connue à travers les recensements de la population effectués dans la commune depuis 1793. Pour les communes de moins de 10 000 habitants, une enquête de recensement portant sur toute la population est réalisée tous les cinq ans, les populations de référence des années intermédiaires étant quant à elles estimées par interpolation ou extrapolation. Pour la commune, le premier recensement exhaustif entrant dans le cadre du nouveau dispositif a été réalisé en 2007.
En 2022, la commune comptait 3 857 habitants, en évolution de −0,41 % par rapport à 2016 (Orne : −3,21 %, France hors Mayotte : +2,11 %).
Au premier recensement républicain, en 1793, Mortagne comptait 6 396 habitants, population jamais atteinte depuis.
| 1793  | 1800  | 1806  | 1821  | 1836  | 1841  | 1846  | 1851  | 1856  |
| ----- | ----- | ----- | ----- | ----- | ----- | ----- | ----- | ----- |
| 6 396 | 5 720 | 5 148 | 5 215 | 5 692 | 5 012 | 4 847 | 4 948 | 4 888 |

| 1861  | 1866  | 1872  | 1876  | 1881  | 1886  | 1891  | 1896  | 1901  |
| ----- | ----- | ----- | ----- | ----- | ----- | ----- | ----- | ----- |
| 4 887 | 4 830 | 4 836 | 4 682 | 4 643 | 4 541 | 4 435 | 4 277 | 3 967 |

| 1906  | 1911  | 1921  | 1926  | 1931  | 1936  | 1946  | 1954  | 1962  |
| ----- | ----- | ----- | ----- | ----- | ----- | ----- | ----- | ----- |
| 3 800 | 3 728 | 3 509 | 3 366 | 3 334 | 3 508 | 3 802 | 3 749 | 3 909 |

| 1968  | 1975  | 1982  | 1990  | 1999  | 2006  | 2007  | 2012  | 2017  |
| ----- | ----- | ----- | ----- | ----- | ----- | ----- | ----- | ----- |
| 4 322 | 4 877 | 4 851 | 4 584 | 4 513 | 4 210 | 4 156 | 4 059 | 3 818 |

| 2022  | - | - | - | - | - | - | - | - |
| ----- | - | - | - | - | - | - | - | - |
| 3 857 | - | - | - | - | - | - | - | - |

### Manifestations culturelles et festivités
La foire au boudin se déroule le 3e week-end de mars, depuis 1963. Elle est l’occasion de promouvoir la spécialité culinaire locale : le boudin noir. Cette véritable institution offre la possibilité aux mortagnais, aux percherons ainsi qu’aux nombreux visiteurs de célébrer les richesses d’un terroir, une tradition et un savoir-faire. Le traditionnel concours international du meilleur boudin noir organisé par la Confrérie des Chevaliers du Goûte-Boudin représente le point d’orgue de la foire.
La 56e édition se déroule les 17, 18 et 19 mars 2023.

### Sports

#### Football
Le club de l’Union Sportive Mortagnaise fait évoluer une équipe au niveau régional 3 pour la saison 2023-2024.

#### Cyclisme
La foire au boudin est l’occasion d’organiser depuis 1974, le Prix de la Foire au Boudin, une course cycliste où l’on retrouve de grands noms comme Marc Madiot ou Laurent Brochard au palmarès.

## Économie
La ville possède une antenne de la Chambre de commerce et d'industrie d'Alençon.
La ville possède une antenne de la Chambre d'agriculture de Normandie.

### Tourisme
Mortagne est une ville touristique, grâce à son patrimoine (hôtels particuliers, l'église Notre-Dame, le couvent Saint-François, la crypte Saint-André) et ses musées.
|                                               | 2003 | 2004 | 2005 | 2006 | 2007 | 2008 | 2009 | 2010 | 2011 | 2012 | 2013 |
| --------------------------------------------- | ---- | ---- | ---- | ---- | ---- | ---- | ---- | ---- | ---- | ---- | ---- |
| Nombre de visiteurs avec l'office de tourisme | -    | 831  | 787  | 938  | 406  | 487  | 705  | 887  | 711  | 688  | -    |
| Nombre d'entrée au musée percheron            | 843  | 923  | 825  | 880  | 1061 | 1023 | 1015 | 864  | 800  | 0    | -    |
| Nombre d'entrée au musée Alain                | 531  | 595  | 590  | 640  | 633  | 531  | 565  | 614  | 510  | 516  | -    |

## Enseignement

### Écoles
Il existe deux écoles maternelles : une qui est publique (Chartrage [dans le quartier du même nom]), qui a fusionné avec Puyravau à la rentrée 2020 et une privée (Bignon, sur le site de Jeanne d'Arc).
Les écoles primaires sont au nombre de deux : une pour le public, mais sur deux sites différents (l'école Aristide-Briand pour la plus ancienne, et l'école Beaupré), et une pour le privé (Bignon, sur le site de Jeanne d'Arc).
Les écoles maternelles et primaires publiques sont gérées par la communauté de communes du Pays de Mortagne au Perche, sous la vice-présidence de Bernard Milcent. En échange, la communauté de communes participent financièrement au budget fonctionnement de l'établissement privé.

### Collèges
Il existe deux collèges :
- le collège public Émile-Chartier, du nom du philosophe Alain, qui se situe rue de la Poudrière. Le collège contient une SEGPA, et une ULIS. Il fait partie de l'académie de Normandie (fusion des académies de Caen et de Rouen) et est sous tutelle du ministère de l'Éducation nationale, de l'Enseignement supérieur et de la Recherche. Le collège propose plusieurs clubs, dont l'UNSS, un club musique et un club chant anglais. Il dispose également de l'ENT L'Éduc de Normandie depuis la rentrée de septembre 2015 édité par la société Itslearning. Depuis la rentrée 2021, un nouvel ENT a été mis en place par Open Digital Education (les écoles primaires, les collèges des 3 départements de l'ex Basse-Normandie ainsi que tous les lycées de l'académie disposent maintenant de cet ENT). Les élèves de 3e passent le DNB mis en place par le ministère de l'Éducation nationale, de l'Enseignement supérieur et de la Recherche et le CFG ;
- le collège privé Bignon, qui se situe rue de la Comédie.

### Lycées
Il existe deux lycées à Mortagne-au-Perche :
- le lycée privé Bignon, qui est le plus ancien de la ville. Il se situe sur deux sites proches : rue de la comédie et le site Saint-Joseph. C'est un lycée d'enseignement général ;
- Le lycée public Jean-Monnet. À l'origine, il s'agissait d'un lycée d'enseignement professionnel. Puis, des cours d'enseignements techniques ont été intégrés au cursus, et pour finir, une filière d'enseignement général. C'est aujourd'hui un lycée polyvalent. L'internat a été entièrement rénové pour la rentrée 2011. Il fait partie de l'académie de Normandie (fusion des académies de Caen et de Rouen) et est sous tutelle du ministère de l'Éducation nationale, de l'Enseignement supérieur et de la Recherche. Dans le lycée professionnel, il existe le Bac Pro Gestion - Administration supprimé en 2020, il a été remplacé par le Bac professionnel Métiers de la Relation Client (MRC), qui propose deux options : Option A : Animation et gestion de l’espace commercial Option B : Relation client à distance et digitalisation et le CAP Vente. Du côté du technologique, il existe le Bac STMG, avec 2 spécialités : Mercatique (Marketing en anglais), et Gestion et finance. Le lycée général propose la discipline non linguistique (plusieurs matières avec de l'anglais) et les spécialités suivantes : arts plastiques - histoire-géographie, géopolitique et sciences politiques - humanités, littérature et philosophie - langues, littératures et cultures étrangères et régionales - mathématiques - sciences physiques chimie, sciences de la vie et de la Terre - sciences économiques et sociales. À noter la présence du BTS Gestion de la PME, avec possibilité de le réaliser en alternance en 2e année, mais également d'une radio : Good Morning RNJ Monnet, qui émet sur la fréquence 90.1 FM et radionormandiejeunes.fr.

### Maisons familiales
- La MFR Canine est spécialisée dans les animaux, et particulièrement dans le canin (vente, toilettage, dressage, etc.). Elle est située rue des Quinze-Fusillés. Elle dispense en formation notamment une seconde Conseil-vente, animaux de compagnie et produits d'animalerie et une autre Productions animales, canins et félins[69].
- La MFR Services propose des formations en alternance de la 4ème au bac pro en passant par le CAP. Elle est spécialisée dans les services à la personne et l'animation des territoires, dans le conseil de vente en produit alimentaires et dans la vente générale. Elle est située avenue de la Gare.

## Culture locale et patrimoine

### Gastronomie
La spécialité mortagnaise par excellence est le boudin noir. Les charcutiers de Mortagne-au-Perche font la renommée de ce mets depuis l’Exposition Coloniale de Paris en 1931. La recette signature est le boudin noir aux pommes.
La Foire au Boudin, créée en 1963 en même temps que la Confrérie des Chevaliers du Goûte-Boudin, célèbre cette spécialité tous les ans au mois de mars.

### Lieux et monuments

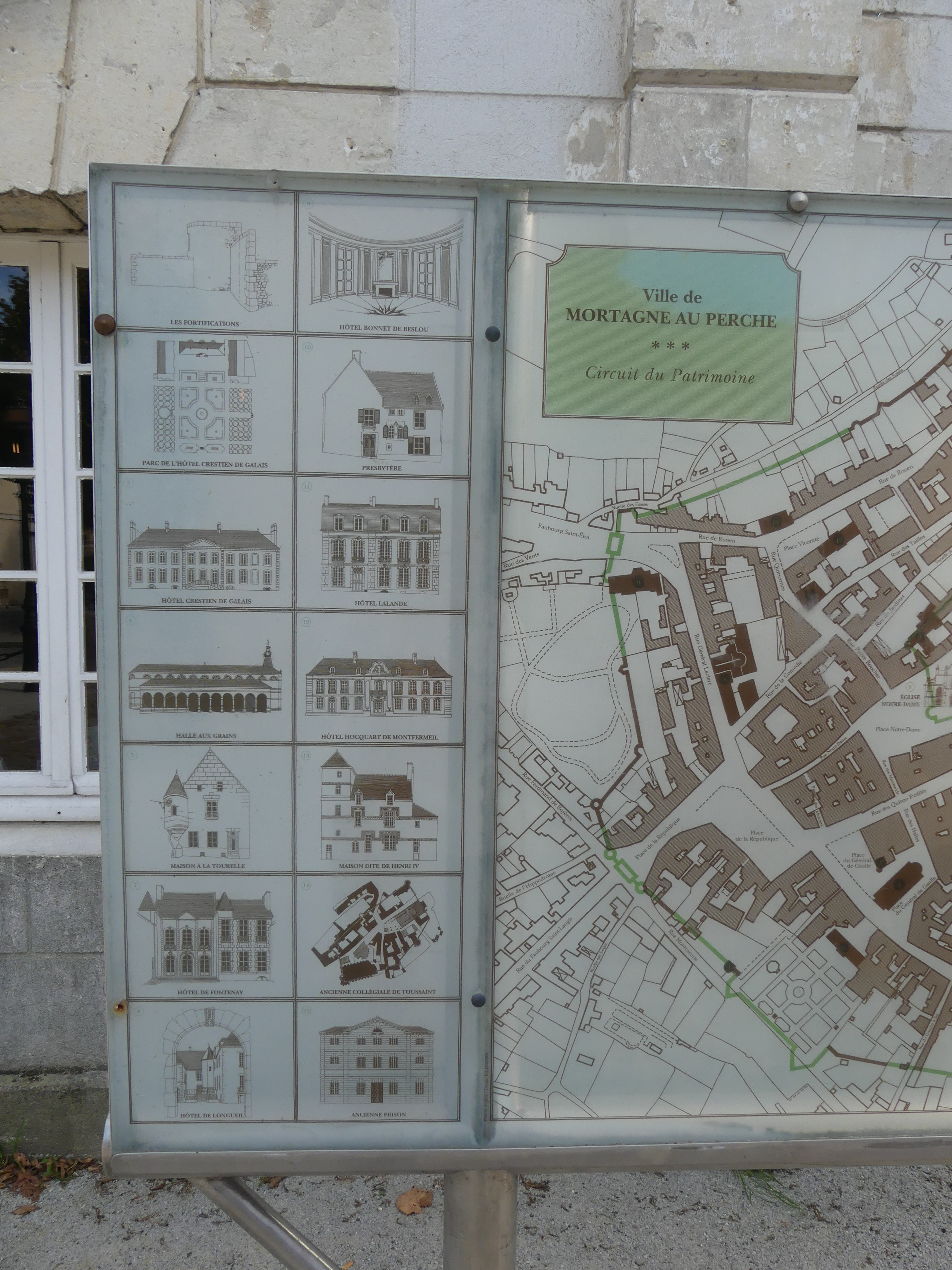
Présentation des immeubles remarquables devant l'ancienne prison.

#### Fort-Toussaint
Situé au sommet du plateau dominant la ville, il en subsiste des fragments d'enceinte enclavés dans des propriétés privées. Le château fut reconstruit au XIIe siècle par Rotrou III, comte du Perche. Il est remanié aux XVIe et XVIIe siècles et détruit en 1780,.

#### Porte Saint-Denis
La porte Saint-Denis des XIIe, XIIIe, XVe et XVIIIe siècles est partiellement inscrite au titre des monuments historiques, pour ses façades et toitures ainsi que deux pièces du premier étage pour leurs décors, depuis 1975. Dernier vestige du fort Toussaint, la façade nord, vers l'ancienne ville fortifiée, est modifiée au XVIIe siècle, par l'adjonction d'une galerie Renaissance sur les niveaux 1 et 2.
Elle abrite aujourd'hui le musée Percheron, qui prend place dans l'aile nord-ouest des bâtiments du XVIIIe siècle, en retour d'équerre à la porte Saint-Denis.

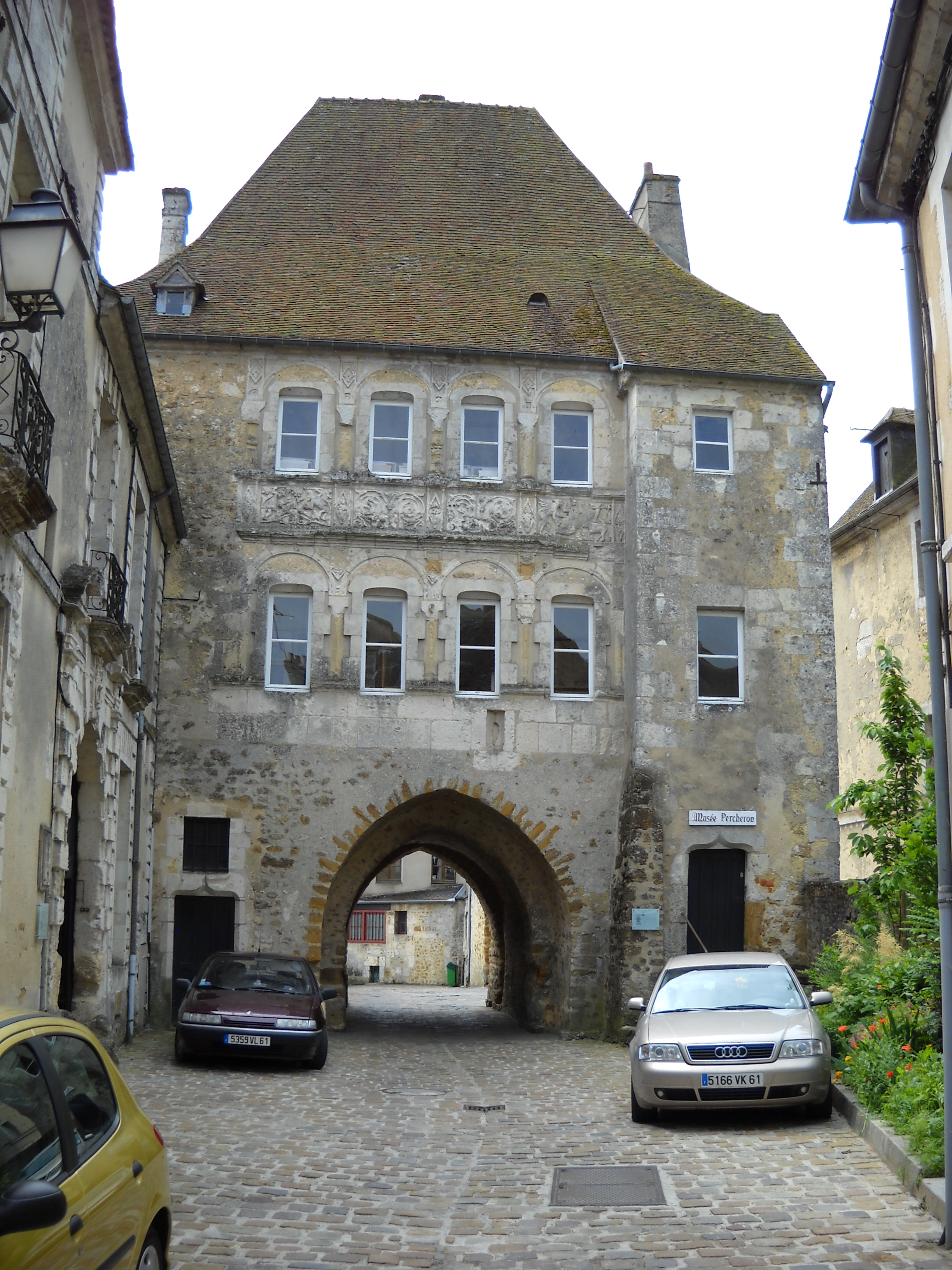
Façade nord (intérieur de la 1re enceinte de la ville).
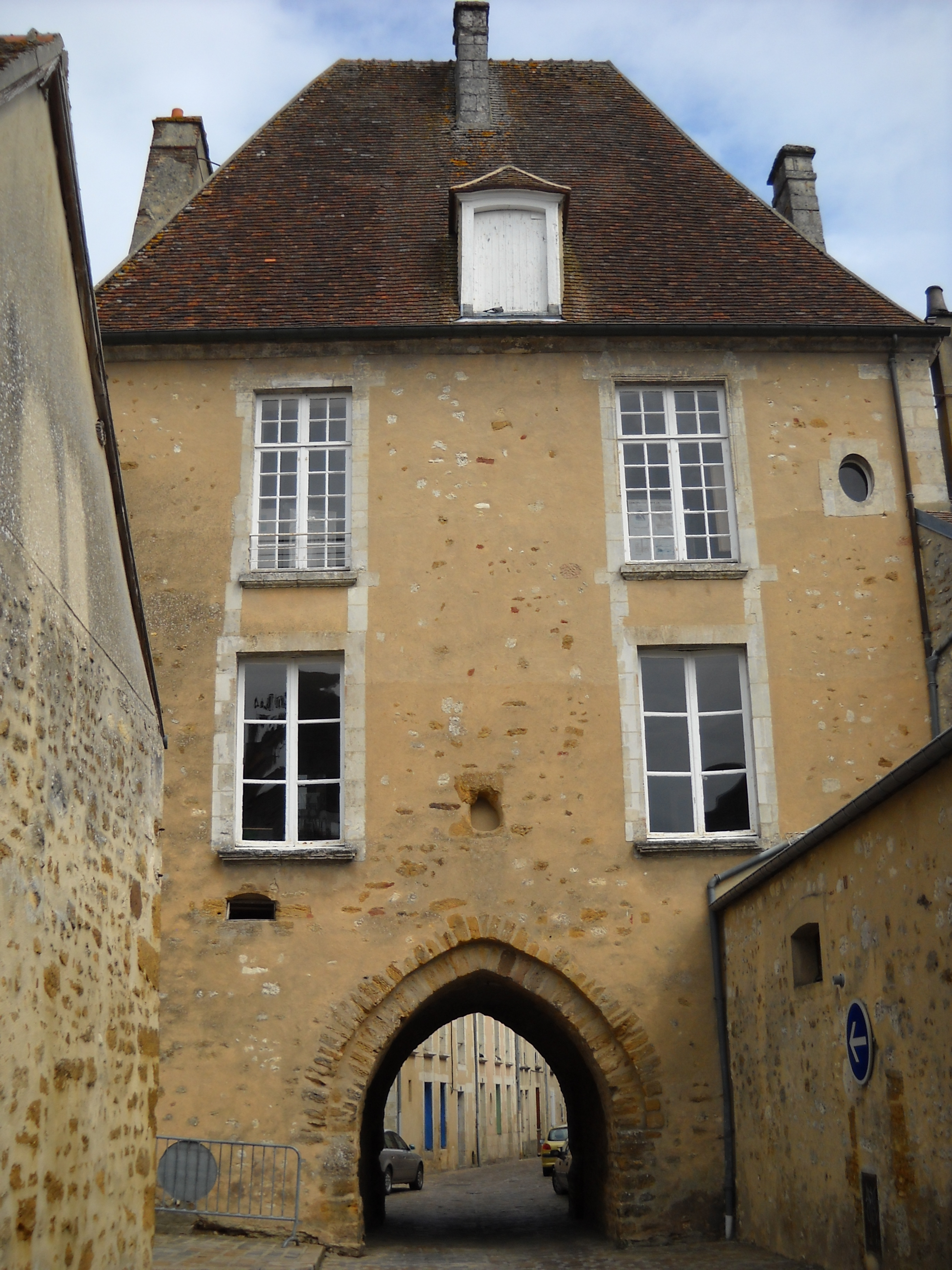
Façade sud (extérieur de la 1re enceinte de la ville).
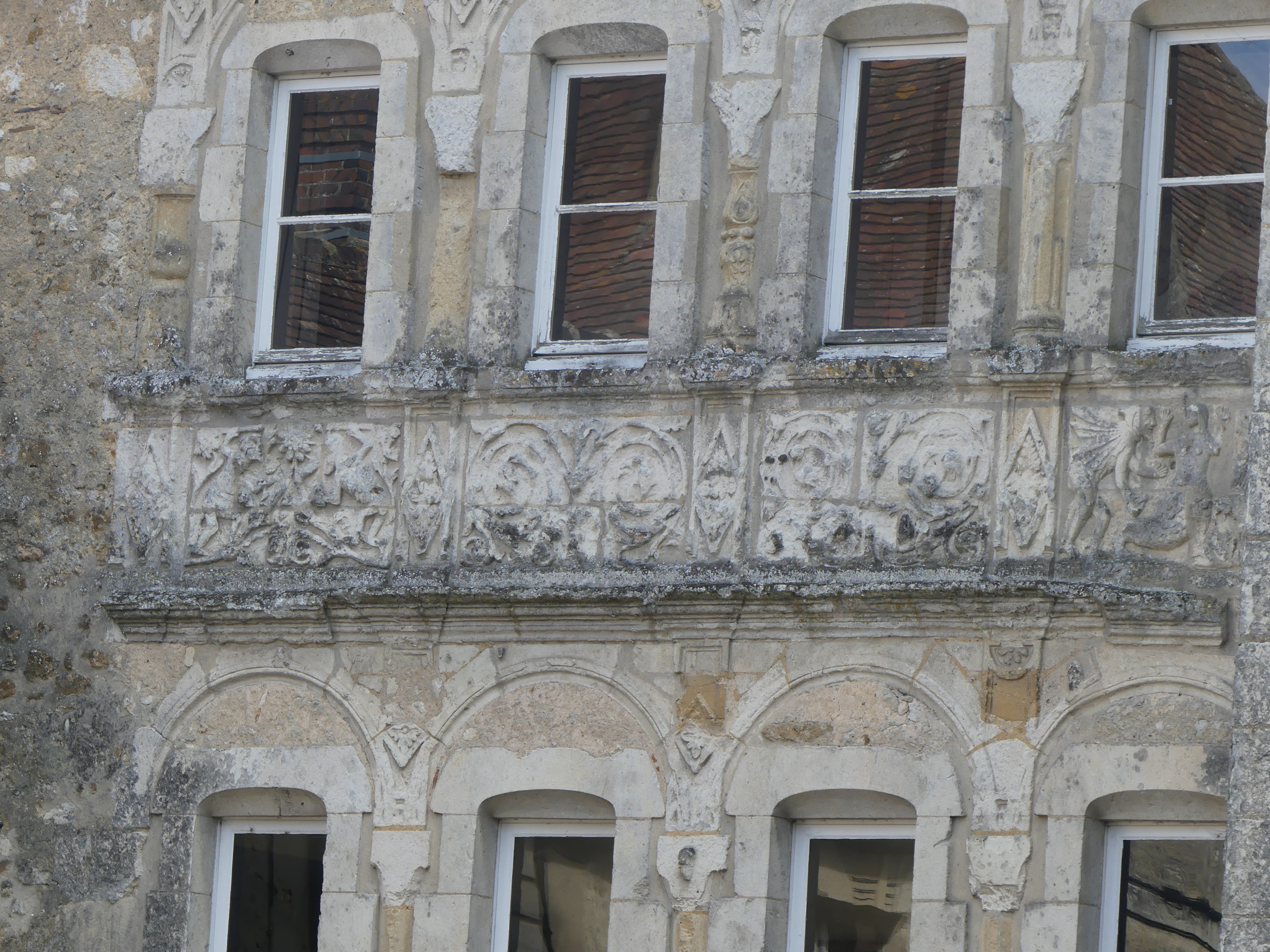
Frises.
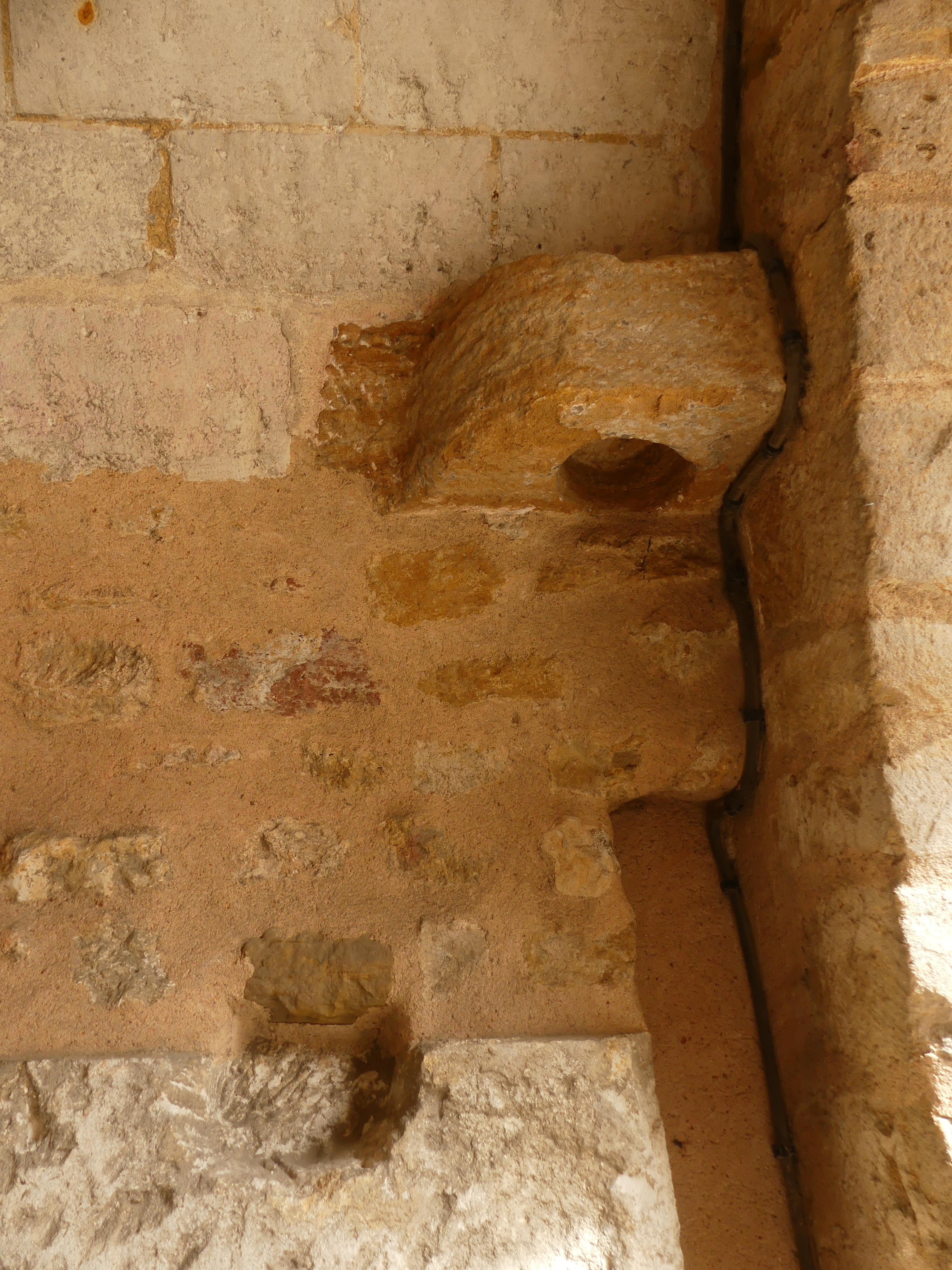
Pierre de l'axe de la porte

#### Maison des comtes du Perche
Elle abritait jusqu’en 2023 le musée du philosophe Alain, natif de Mortagne.

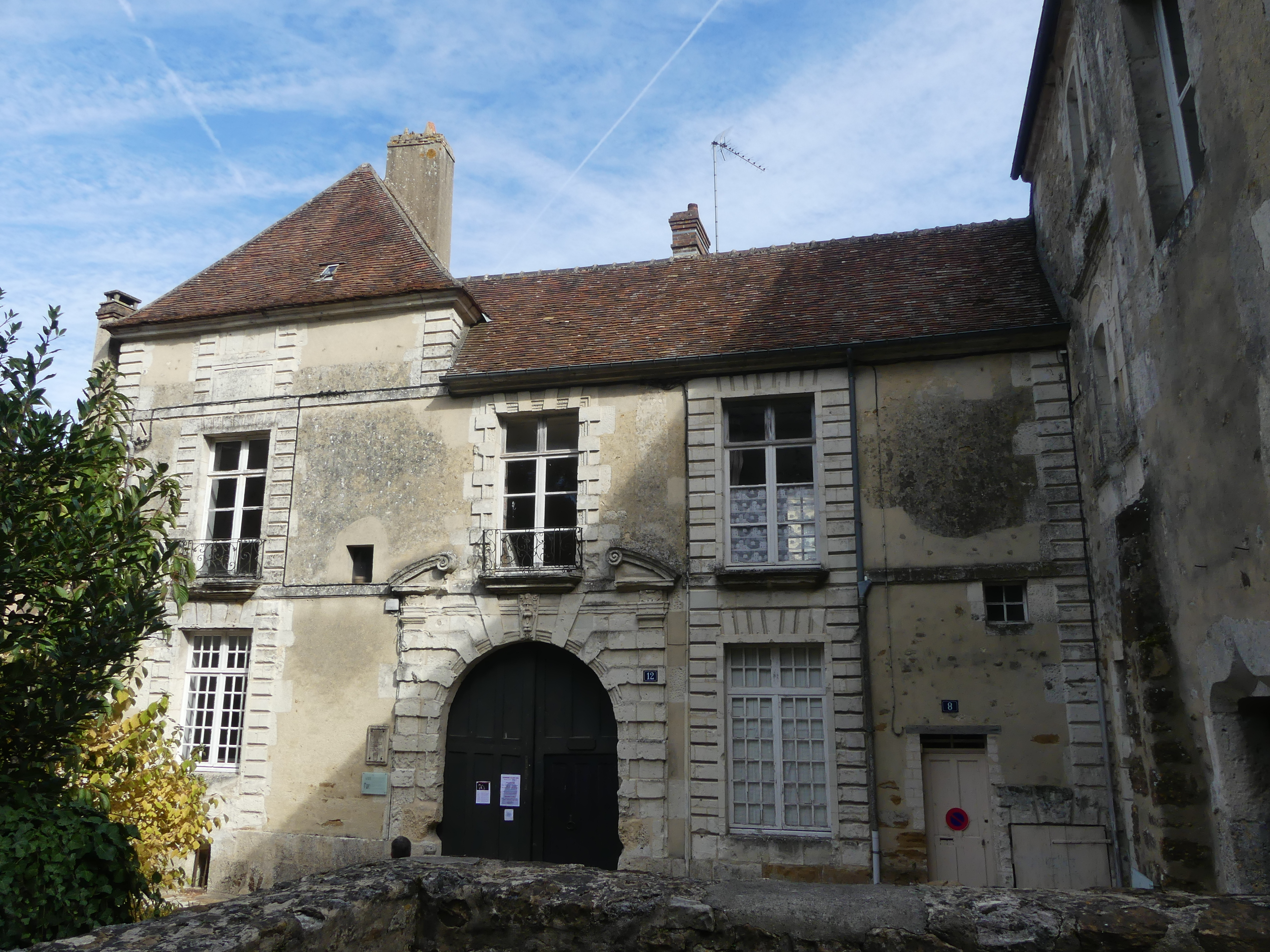
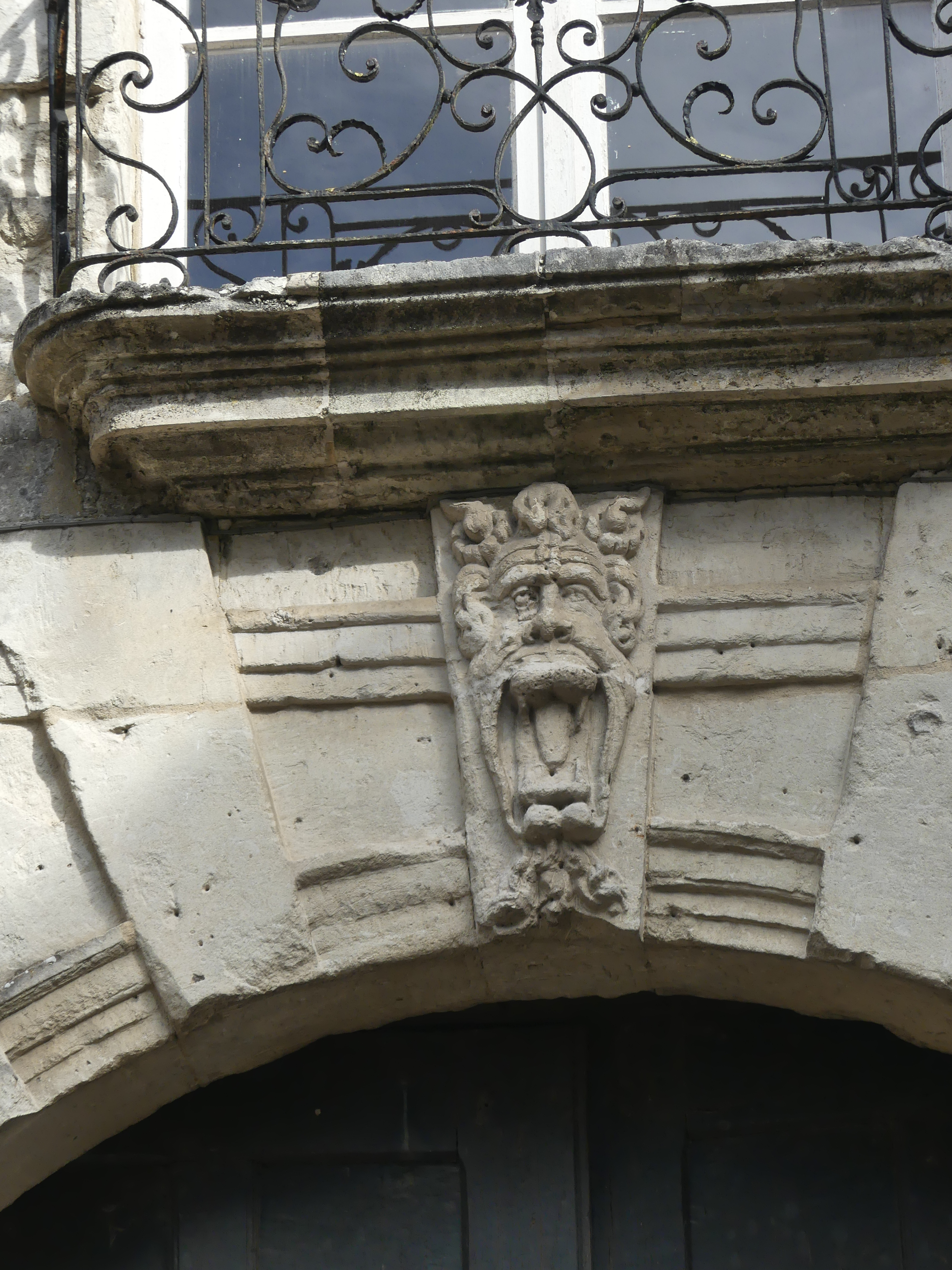

#### Collégiale de Toussaint
Cette section devrait être déplacée dans l'article Collégiale de Toussaint.
Pour plus d’informations, se reporter en page de discussion. (mars 2019)
La collégiale de Toussaint, comprenant le lieu de culte, la crypte Saint-André et la maison du doyen de Toussaint, a été construite à l'emplacement de l'ancien fort de Toussaint, à l'intérieur de la première enceinte (dont il reste encore quelques vestiges, comme la porte Saint-Denis).
Après sa destruction, lors de la Révolution française, le site devient le tribunal d'instance. Fermé en 2010, les bâtiments ont été concédés par le conseil général de l'Orne à la commune de Mortagne.

#### L'église collégiale et royale de Toussaint
Elle a été fondée, le 30 novembre 1203, par Mathilde, comtesse du Perche, nièce du roi d'Angleterre, en mémoire de son époux décédé, Geoffroy, comte du Perche.
La collégiale a été vendue le 30 avril 1792 par le district au citoyen Érambert, propriétaire de l'Hôtel Crestien de Gallais. L'ancien lieu de culte fut revendu en 1793 à Vaudron (maçon) et Vaudoré (menuisier) pour servir de carrière de pierres. Le 1er juin 1793, un accident mortel surviendra lors de sa démolition.

#### Crypte Saint-André
La crypte Saint-André est le seul vestige de l'ancienne église collégiale et royale de Toussaint. Elle se compose de deux nefs de quatre travées, de style gothique. La crypte est dédiée à saint André, car tous les revenus de la foire de Saint-André (fêté le 30 novembre) sont affectés à la construction du lieu. Le 24 juillet 1473, Marie D'Armagnac (duchesse d'Alençon et comtesse du Perche) décède à Mortagne. Elle est inhumée en l'église de Toussaint, et très probablement dans la crypte Saint-André, cependant, il ne reste rien d'un quelconque tombeau depuis les destructions, qui ont lieu lors de la période révolutionnaire.

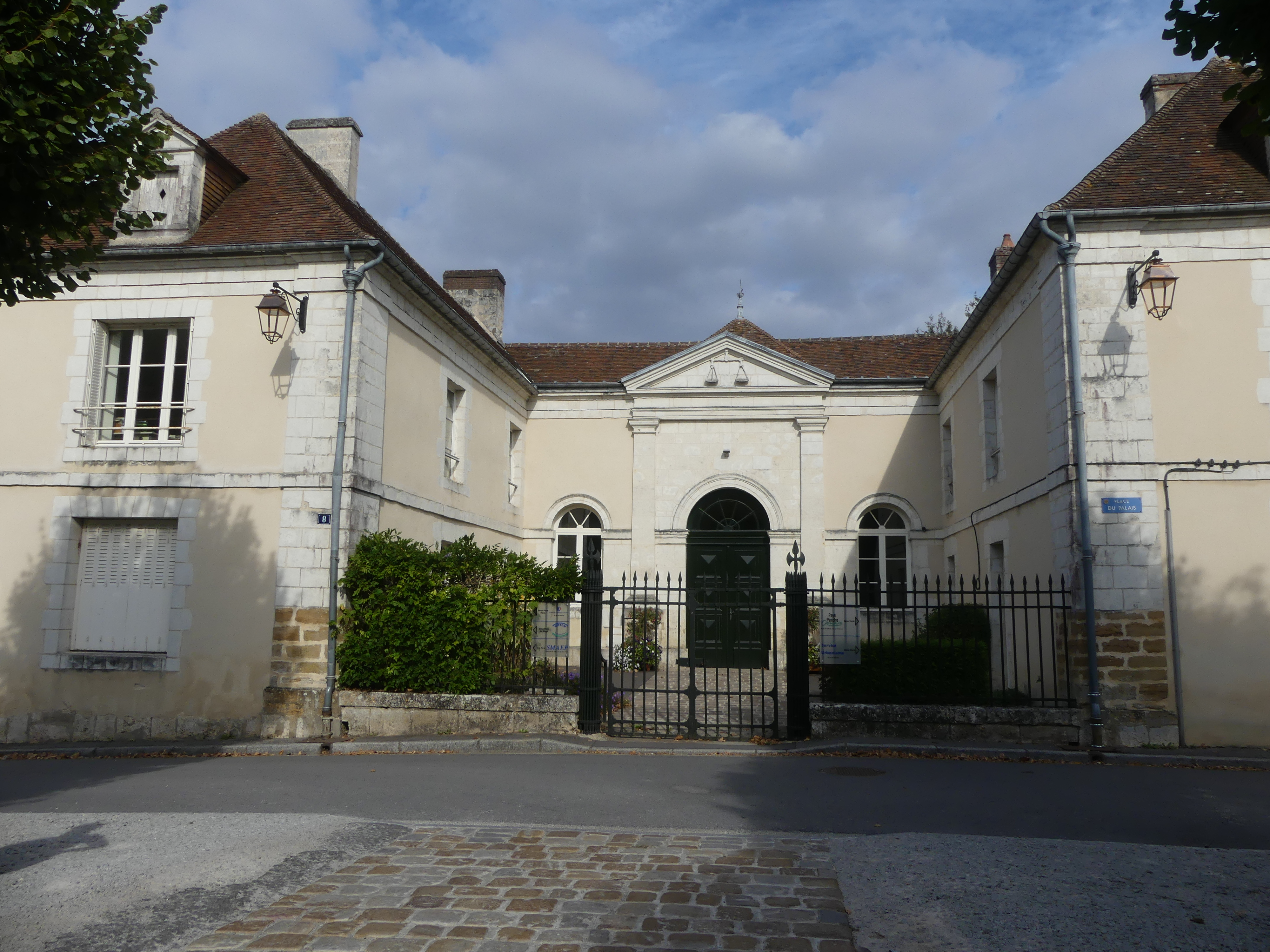
Ancien palais de justice construit en place de la collégiale.
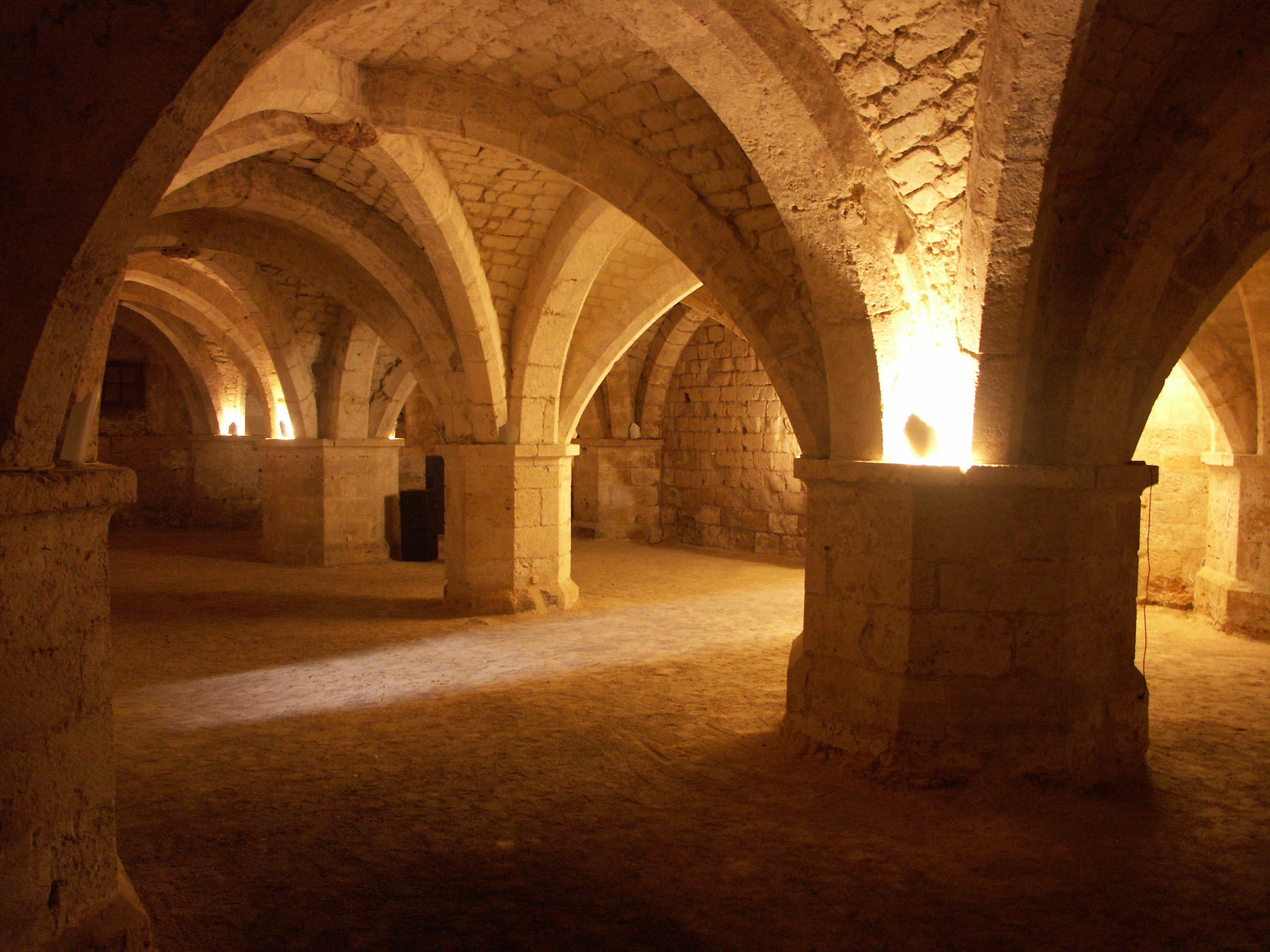
La vue d'ensemble de la crypte.
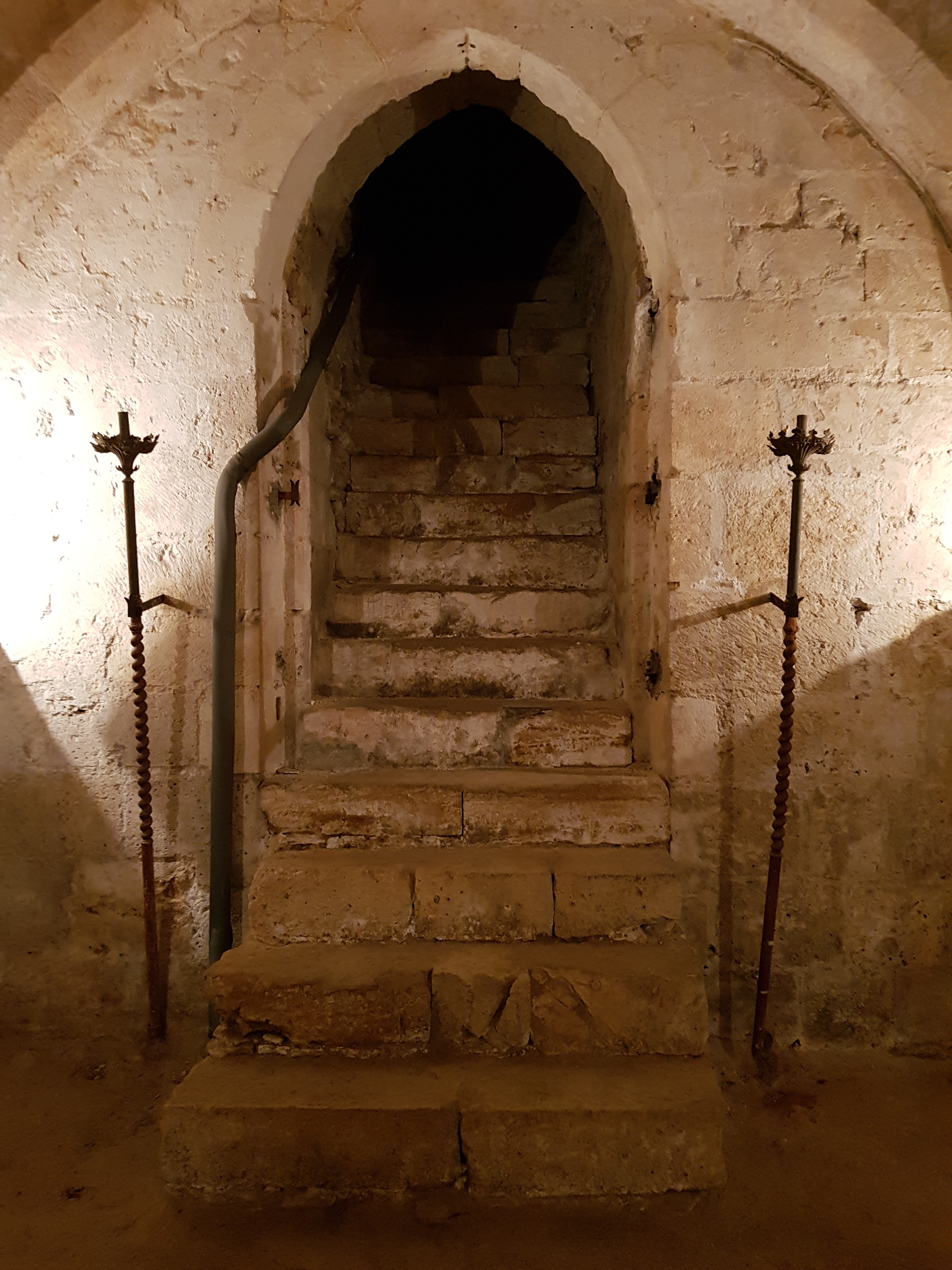
Escalier dans la crypte.
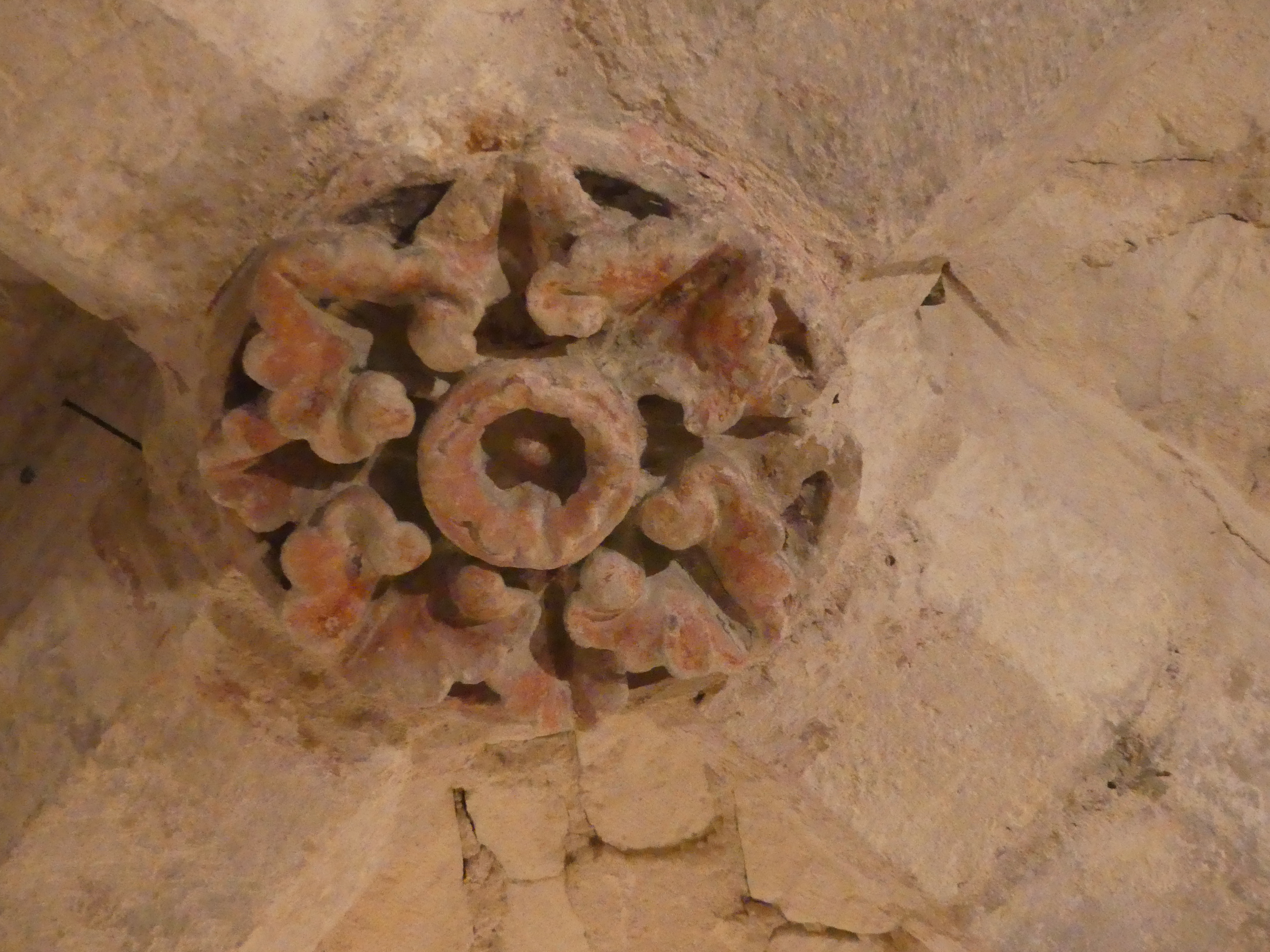
Clé de voûte.
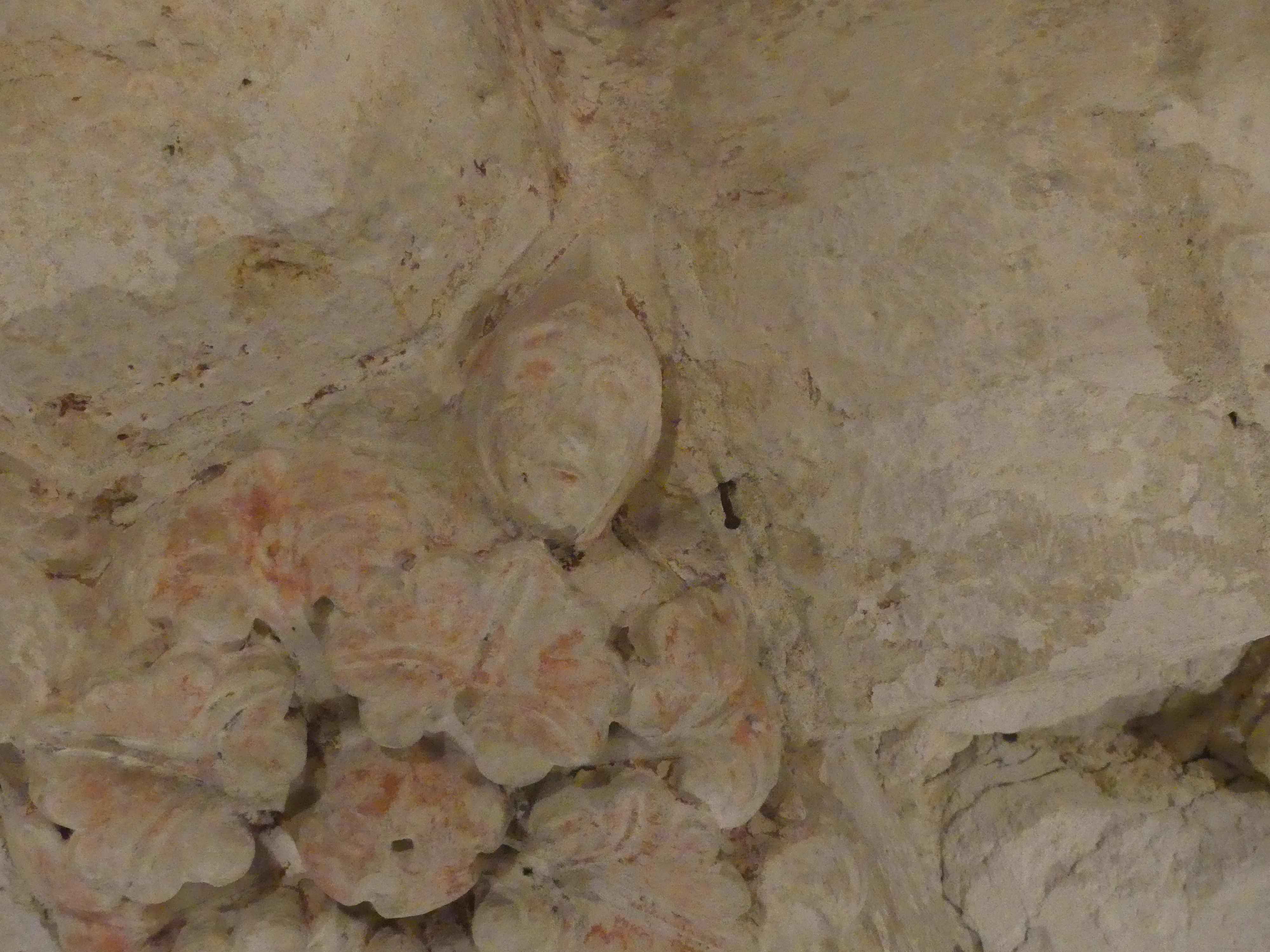
Clé de voûte figurée.
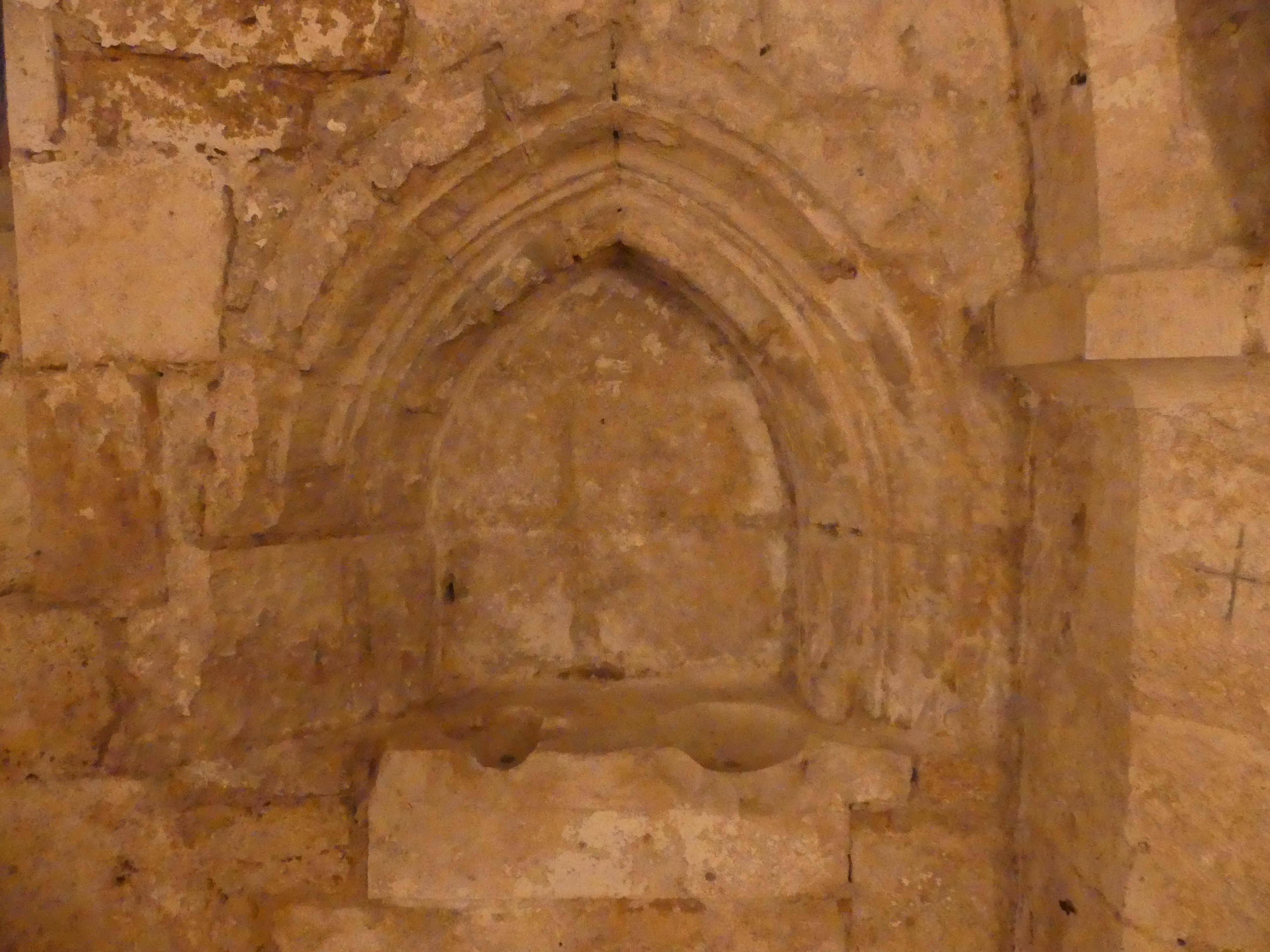
Piscine liturgique.

#### Maison dite du Doyen Toussaint
Construction symbole de la puissance et de la richesse de la collégiale de Toussaint, du quatrième quart du XVe siècle, partiellement inscrite au titre des monuments historiques depuis 1975. Le dernier Doyen de Toussaint est l'abbé de Bonvoust, cadet d'une famille de noblesse authentique.

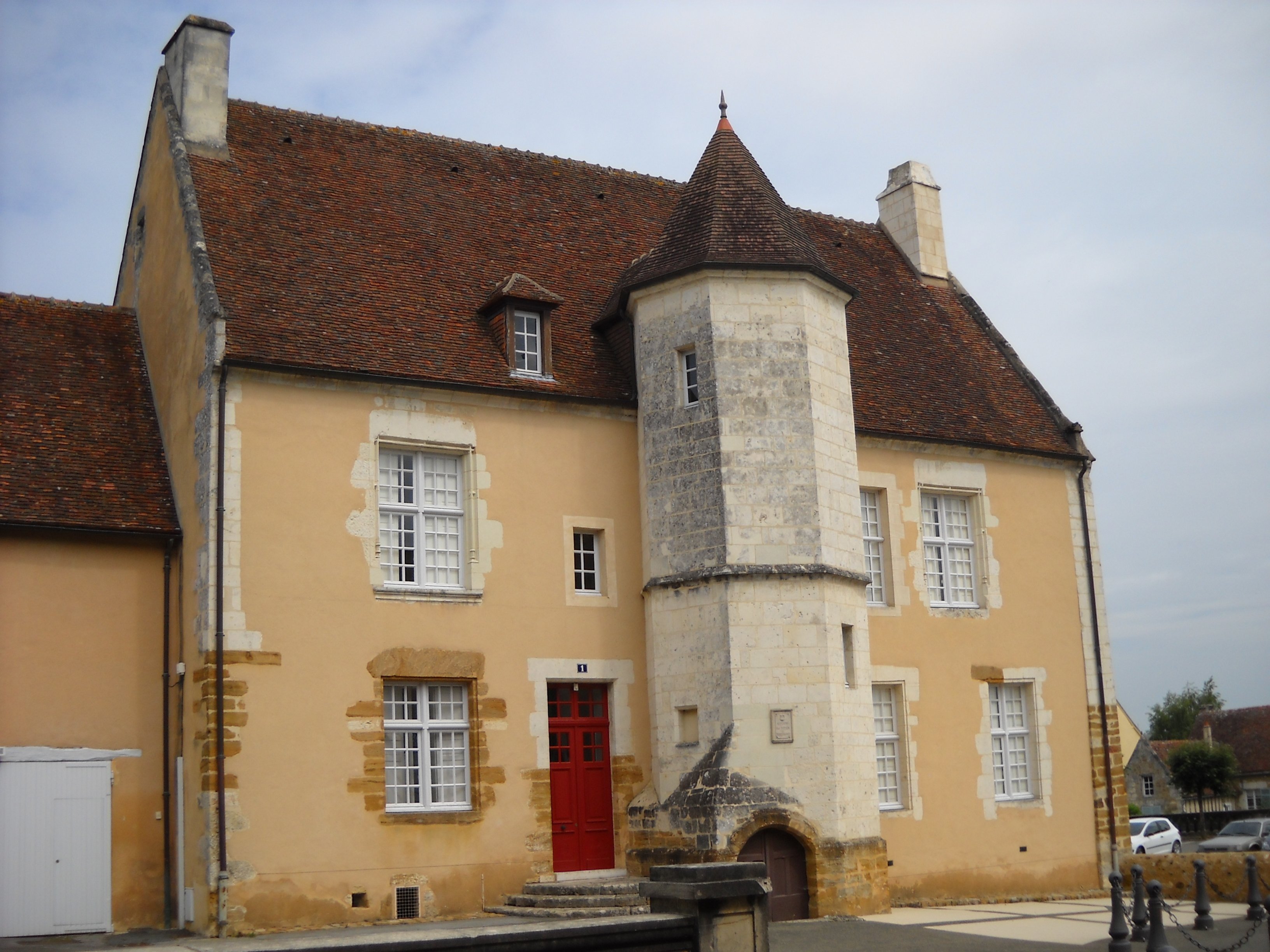
La vue sud-est, avec la tourelle d'escalier en vis.
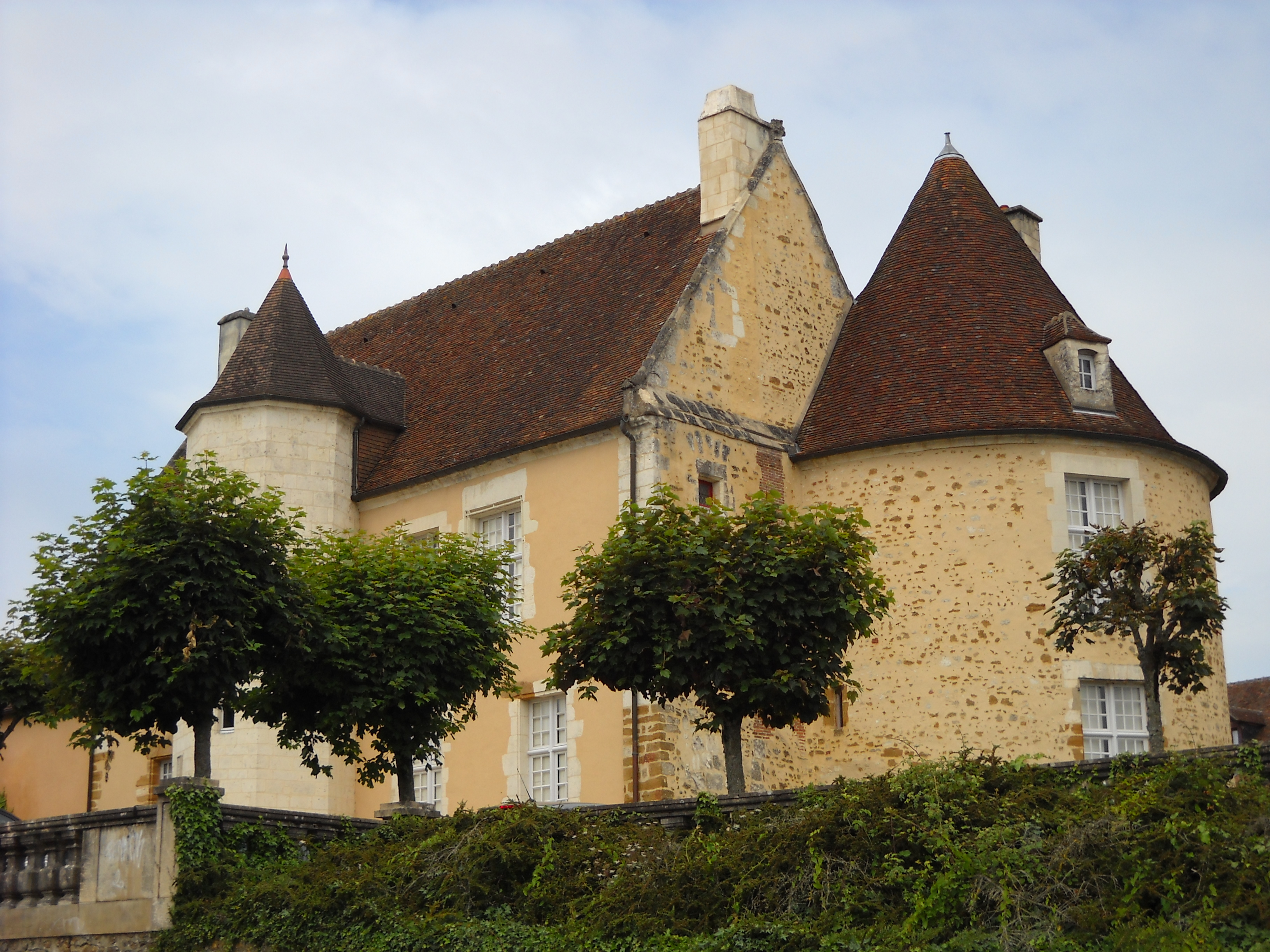
La vue nord-est, sur la grande tour d'angle, 1re enceinte de la ville.
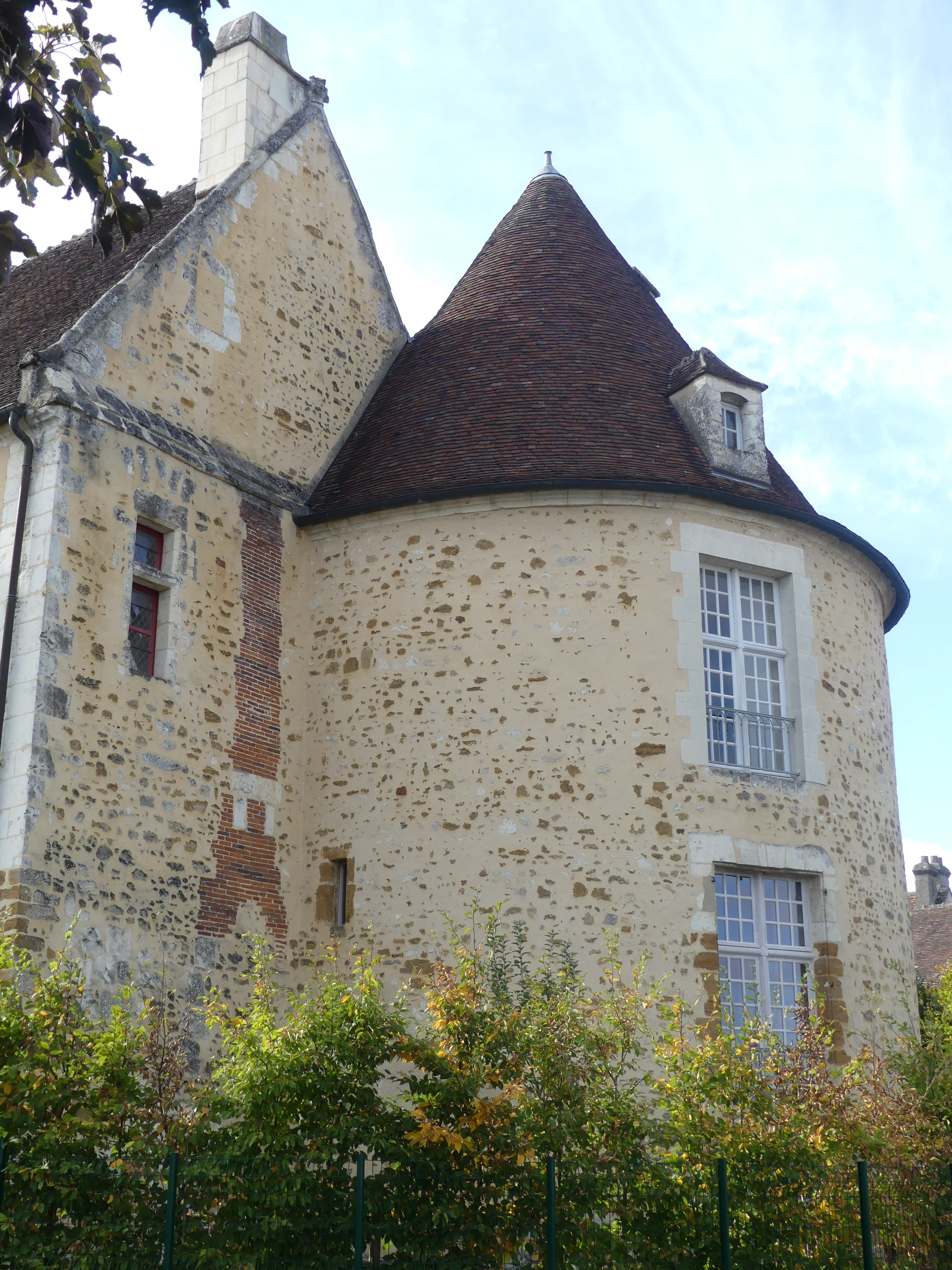
Tour d'enceinte.

#### Maison natale du philosophe Alain
Située au 3 rue de la Comédie, cette ancienne maison particulière a été la maison natale du philosophe Émile Chartier dit Alain (1868-1951).
Construite en 1850, elle est partiellement inscrite au titre des monuments historiques depuis 1995 pour ses façades et toitures. Elle est aujourd'hui rattachée à l'ensemble scolaire Bignon où elle abrite une partie du collège.

#### Hôtel Crestien de Galais
Il est transformé en mairie avec son grand jardin à la française et son panorama appelé maintenant jardin de la mairie.

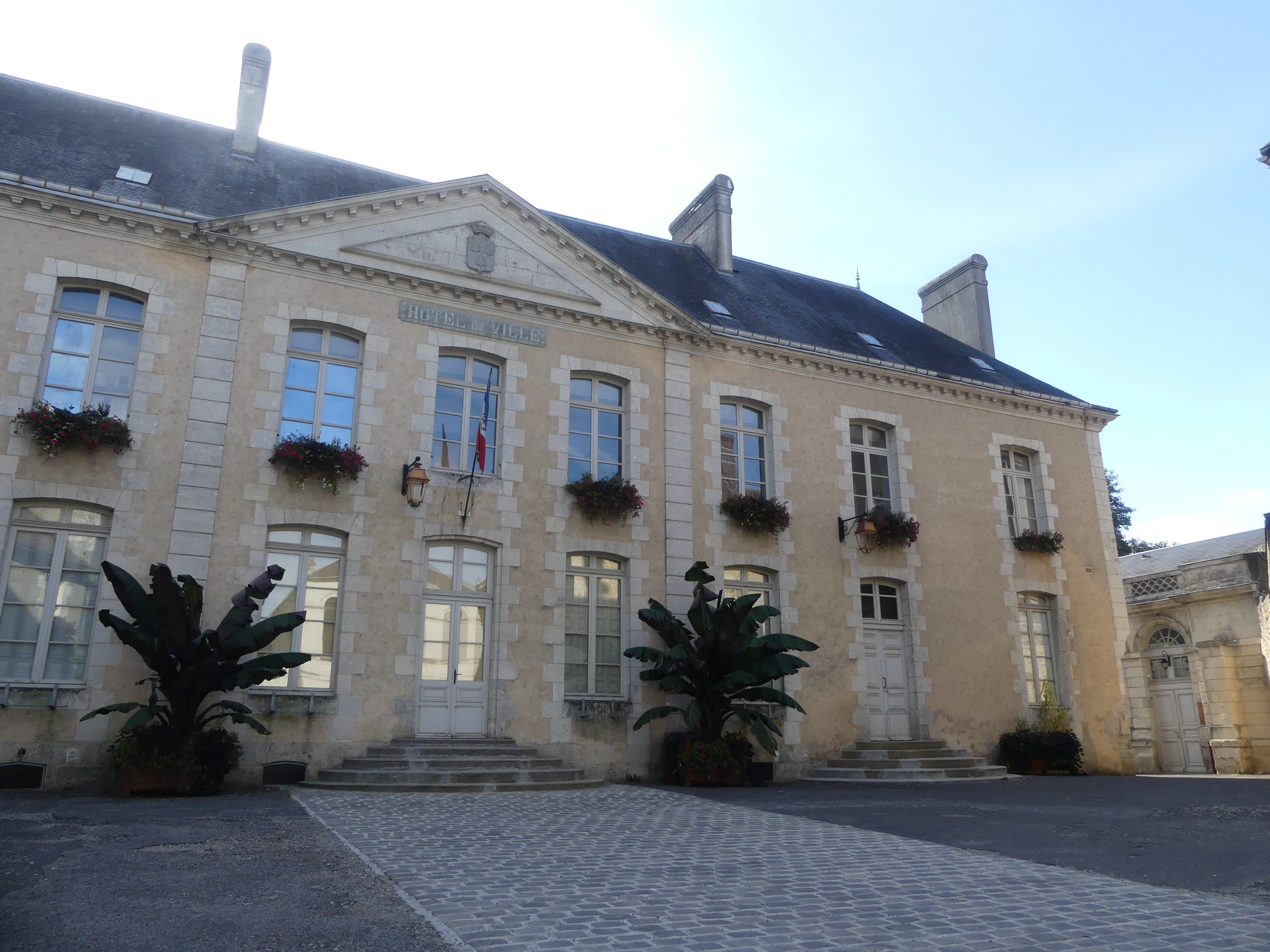
L'hôtel Crestien de Galais devenu mairie.
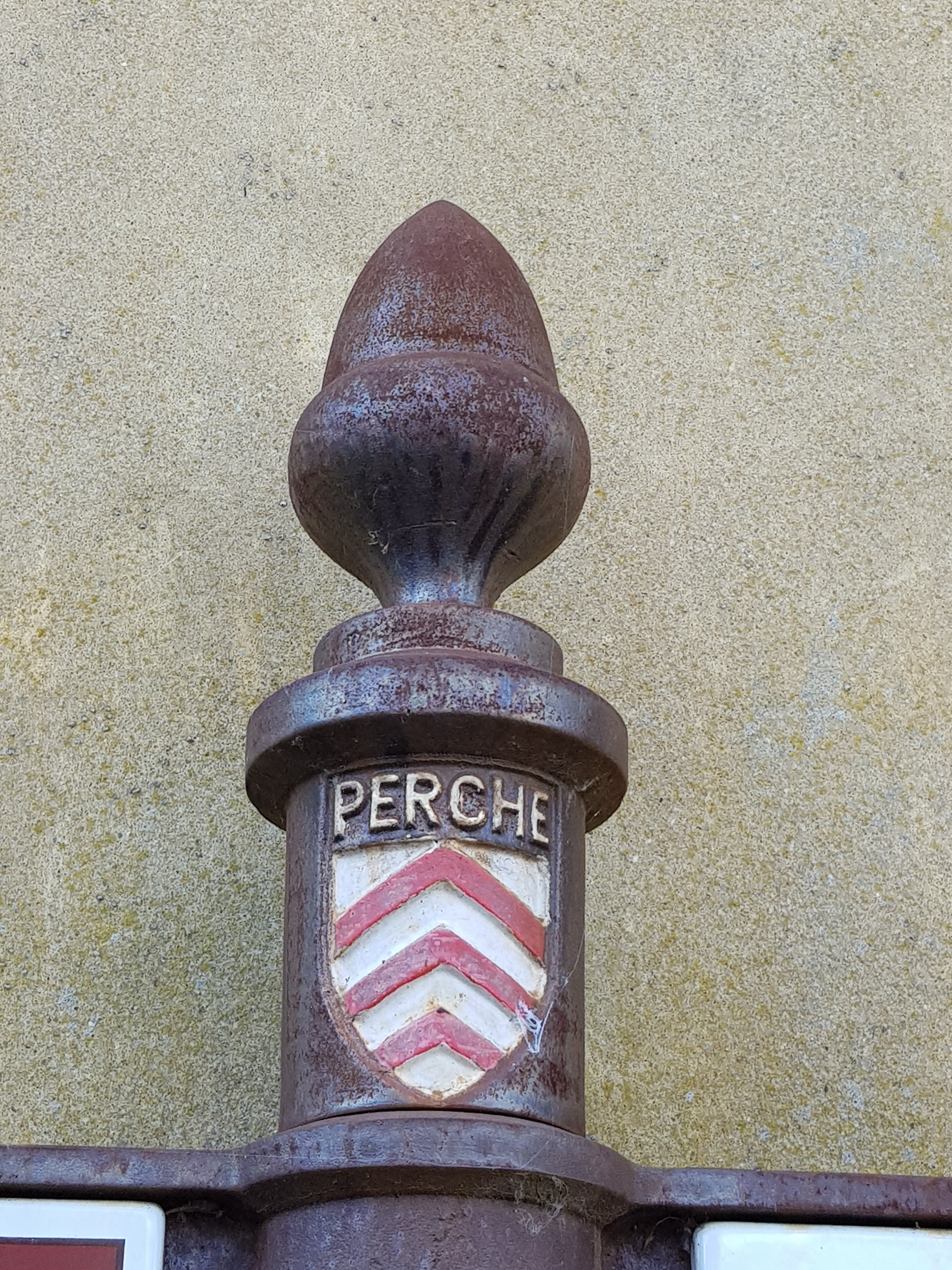
Panneau dans la cour de la mairie.

#### Jardin public
Jardin public avec la statue équestre d'Emmanuel Frémiet, le buste de Jules-Clément Chaplain, ses tours des fortifications du XIVe siècle.

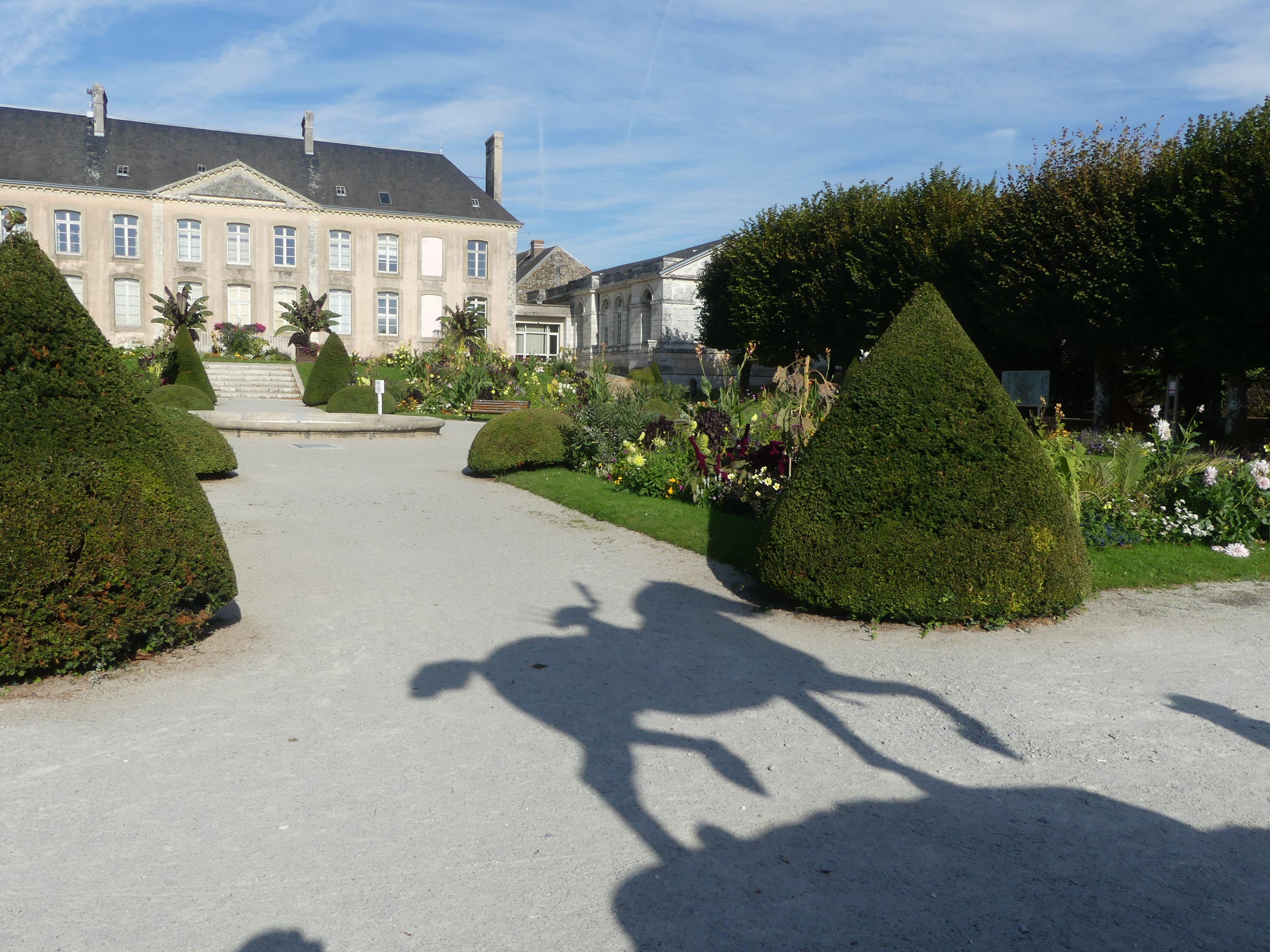
La Métamorphose de Neptune le jardin et la mairie.
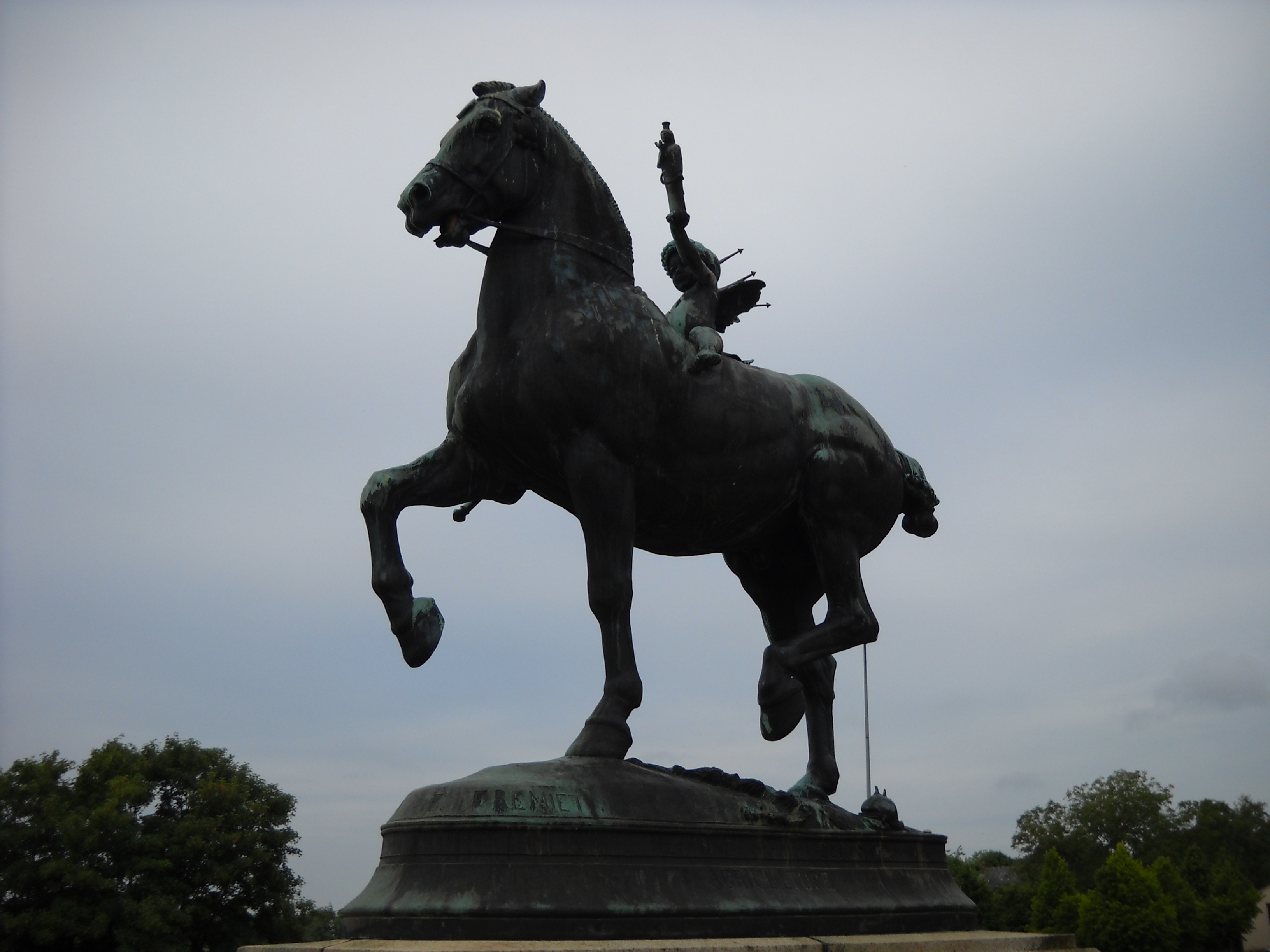
La Métamorphose de Neptune d'Emmanuel Frémiet.
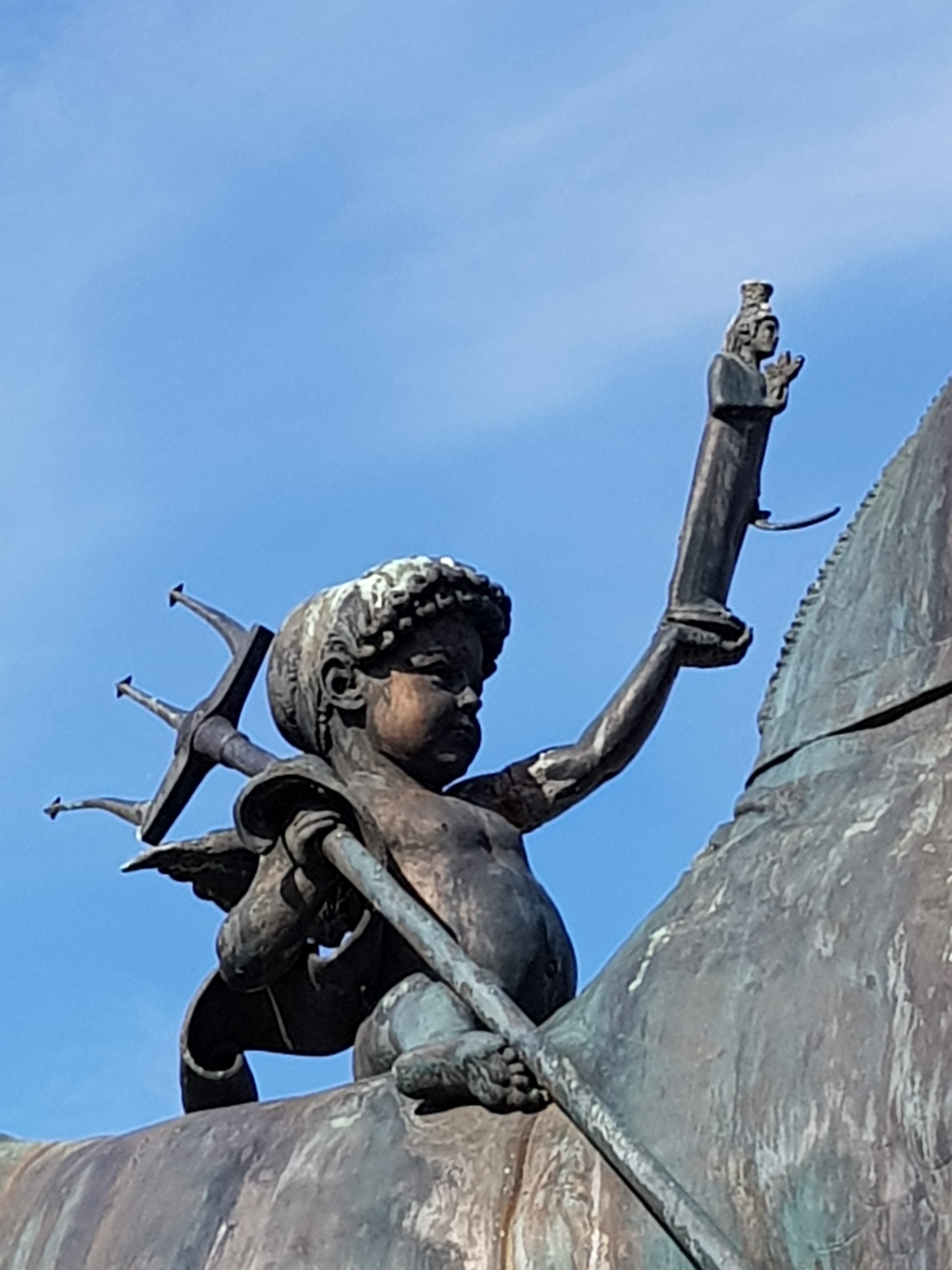
La Métamorphose de Neptune : Cupidon et Xéres.
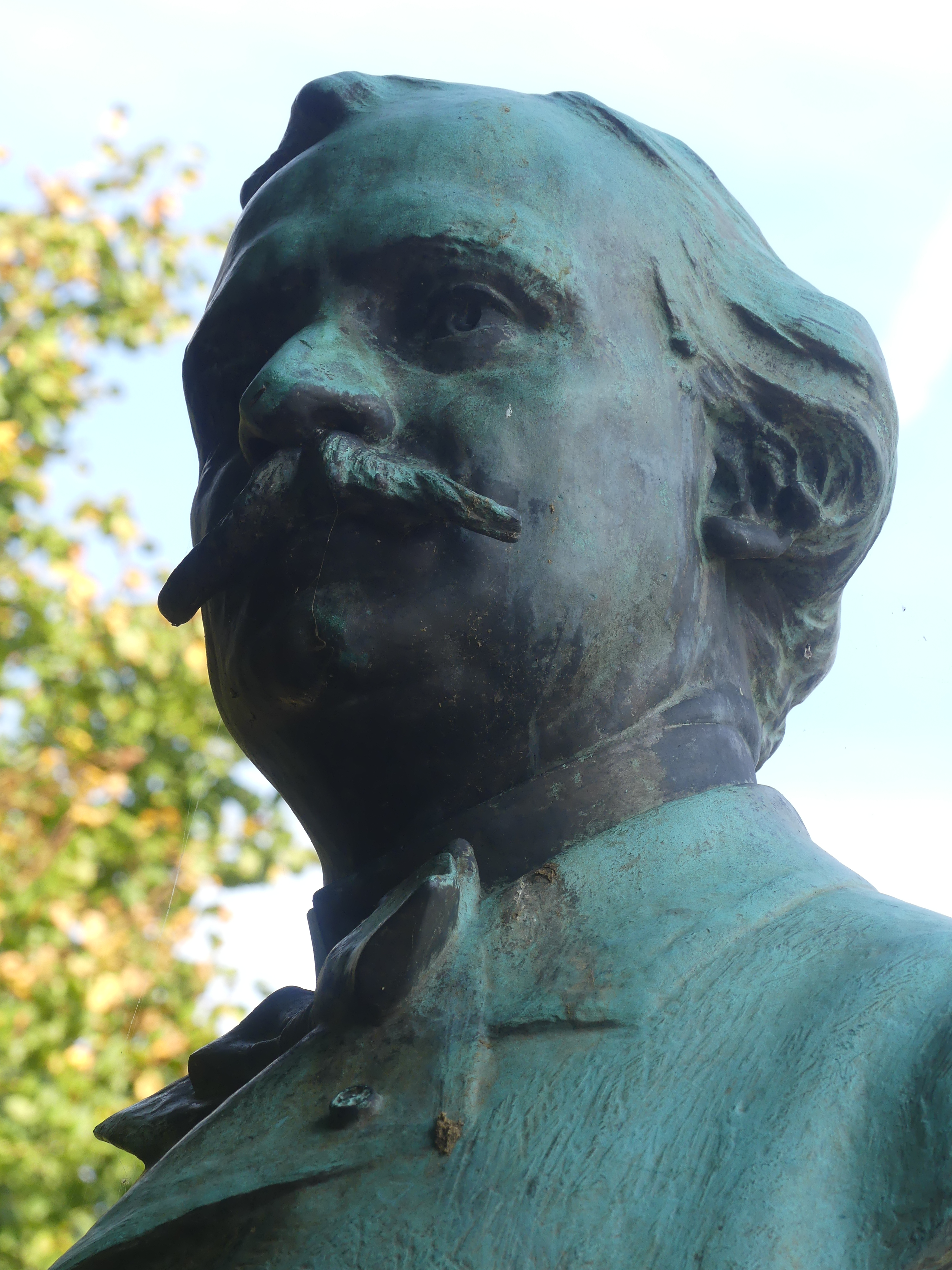
Buste de Jules-Clément Chaplain.
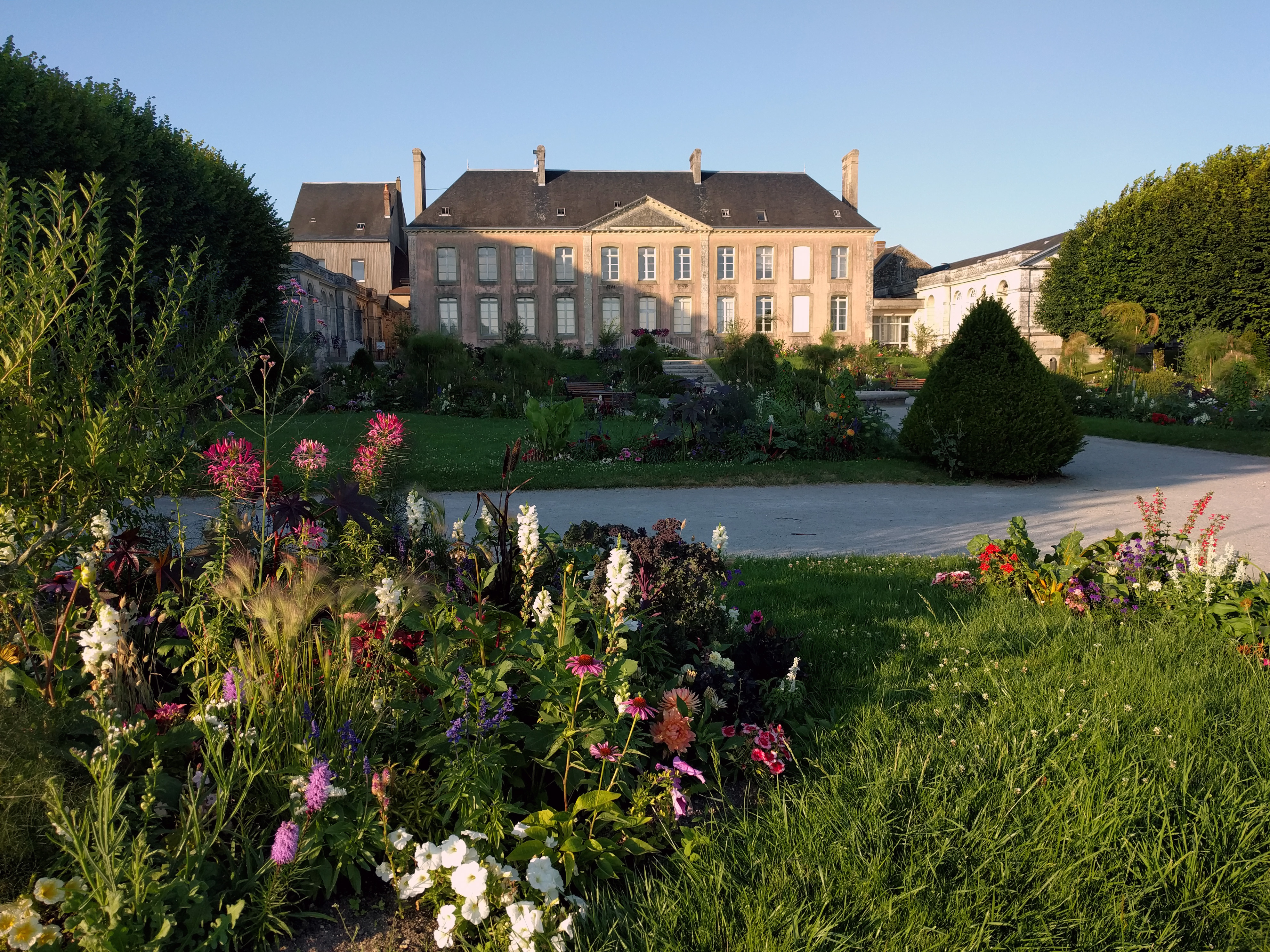
Le jardin public.
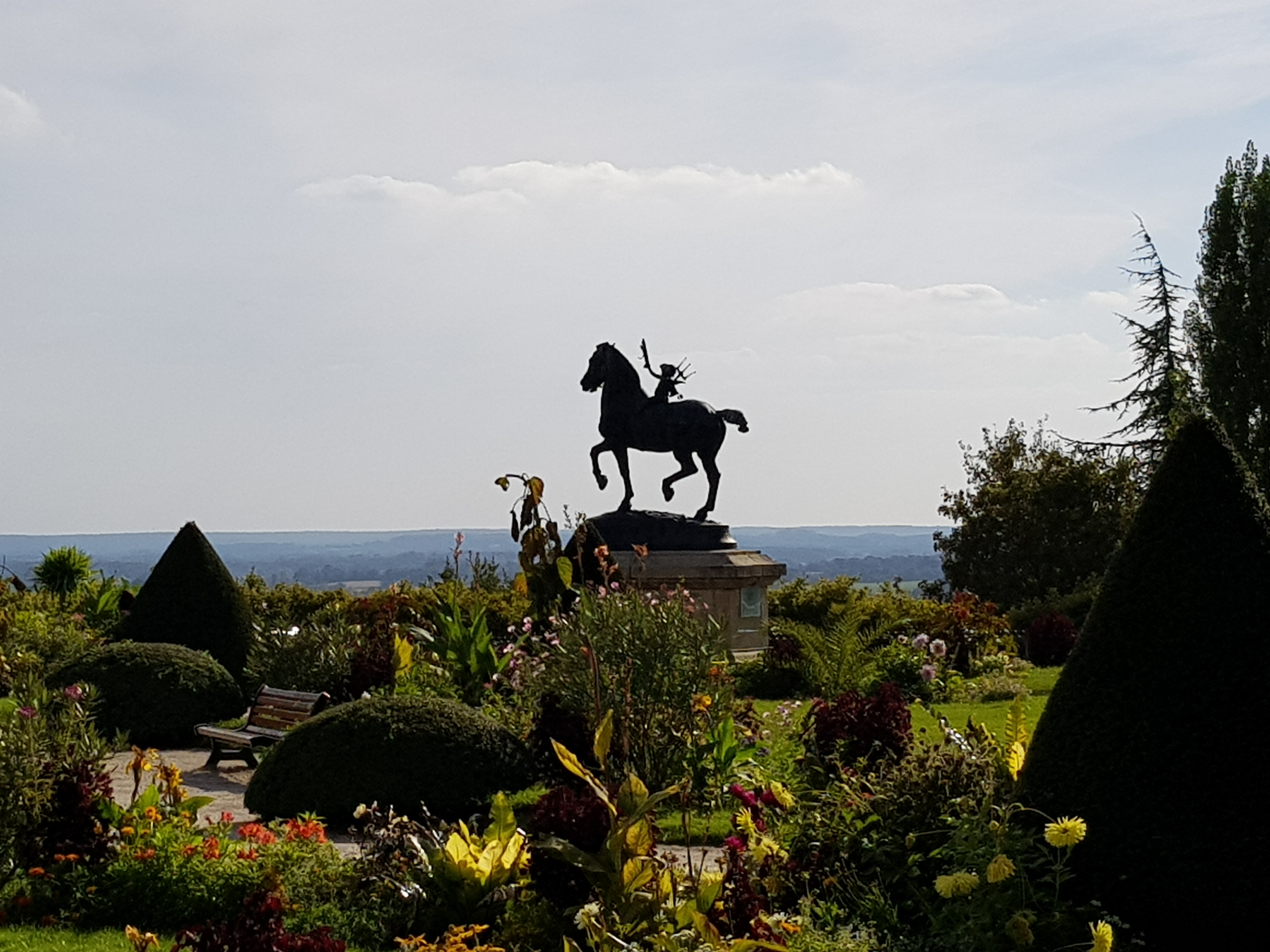
contre-jour sur le panorama.

#### Halle aux grains
La construction débute en 1822 et se termine en 1824. La halle aux grains est un bâtiment à un étage. Au rez-de-chaussée, se trouvait la halle aux grains proprement dite, l’étage étant la halle aux toiles.
Ce bâtiment abritait l’office du tourisme (déplacé dans un local attenant), mais abrite encore une salle d’exposition et le cinéma. En 2012 et 2013, le rez-de-chaussée est entièrement réaménagé pour accueillir la médiathèque. Cette dernière, contenant deux niveaux, est inaugurée le lundi 21 octobre 2013, en présence de Jean-Claude Lenoir (sénateur-maire de Mortagne-au-Perche), Véronique Louwagie (député), Alain Lambert (président du conseil général de l'Orne), Jean-Christophe Moraud (préfet de l'Orne), Claude Martin (sous-préfet de l'arrondissement de Mortagne), Pascal Couchy (vice-présidente du conseil régional de Basse-Normandie).

#### Maison à la Tourelle
La maison à tourelle, du XVIe siècle, fut jadis une auberge. La tourelle d'angle en encorbellement, coiffée d'un toit en poivrière, présente un cadran solaire cordiforme. Après la Guerre de Cent ans, Mortagne retrouve sa prospérité et s'enrichit. C'est à cette époque, et au siècle suivant, que furent rebâties de nombreuses maisons à tourelles et hauts pignons.

#### Église Notre-Dame
Église Notre-Dame du XVIe siècle, de style gothique flamboyant.
En 1491, René, duc d'Alençon, permit de démolir son château pour la rétablir et l'augmenter. On commença de bâtir en 1494, mais la tour ne fut commencée qu'en 1535. Les troubles qui survinrent en France ne permirent pas de l'achever entièrement.

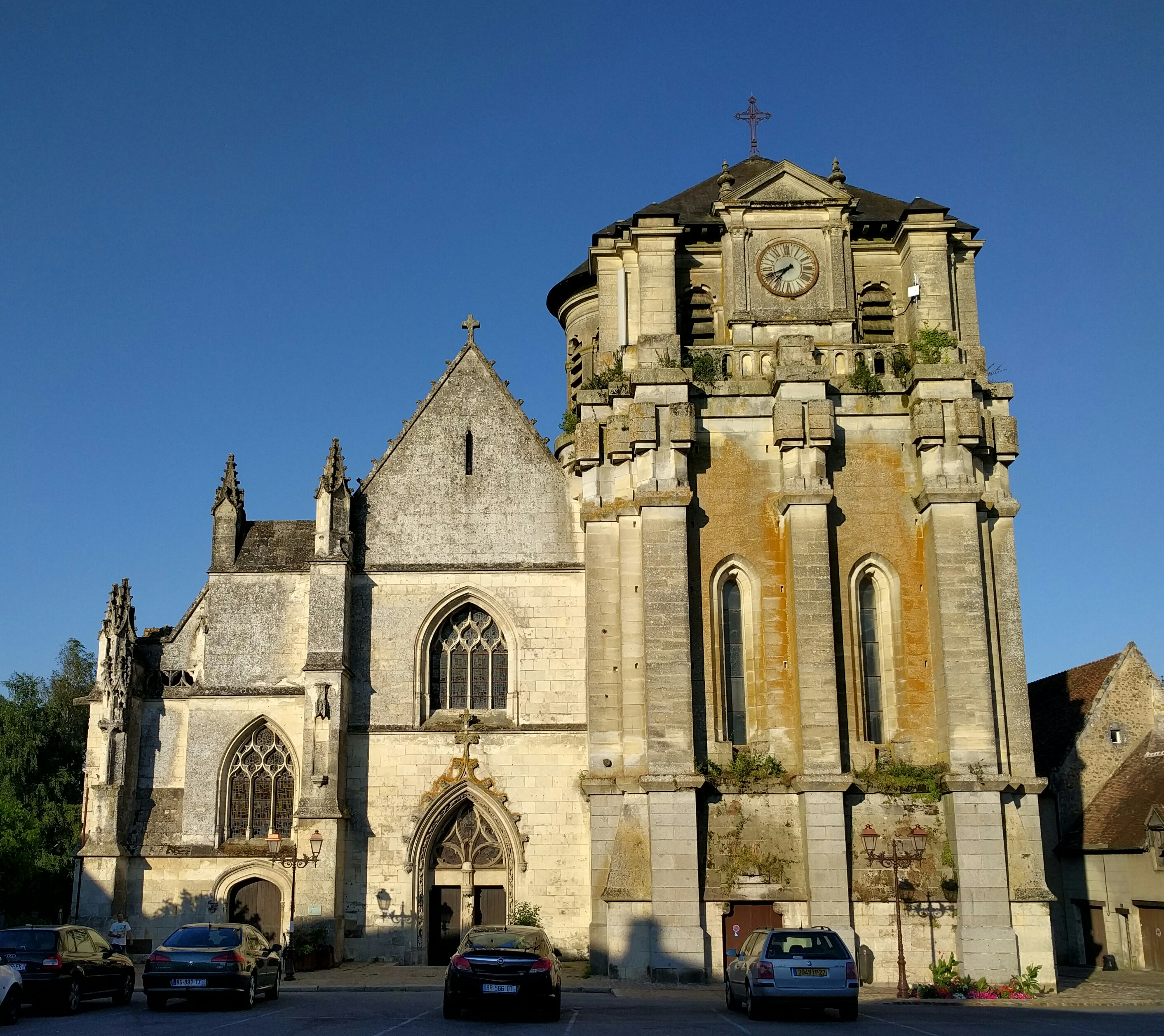
Le portail ouest et le clocher-tour.
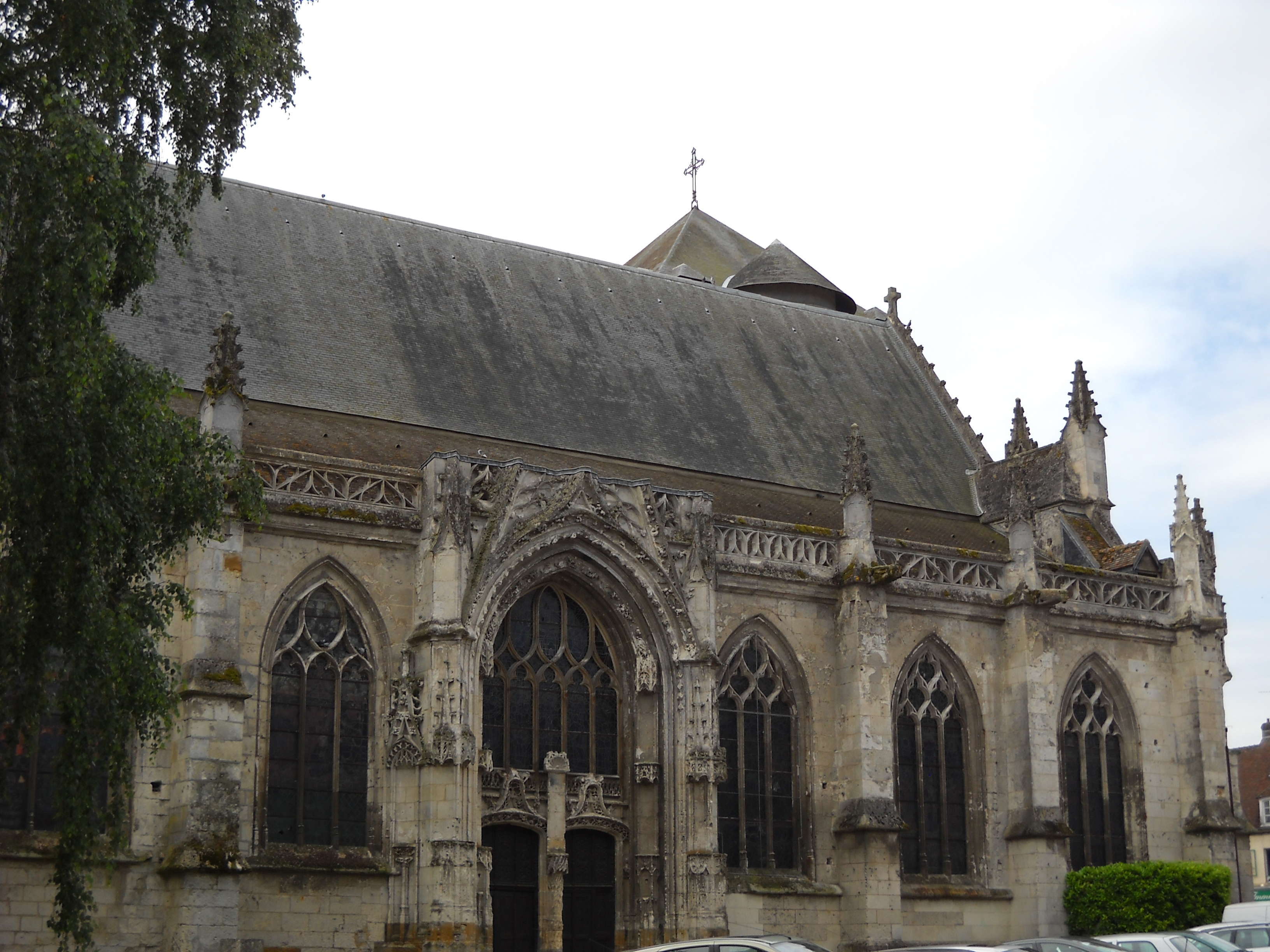
La façade et le portail nord.
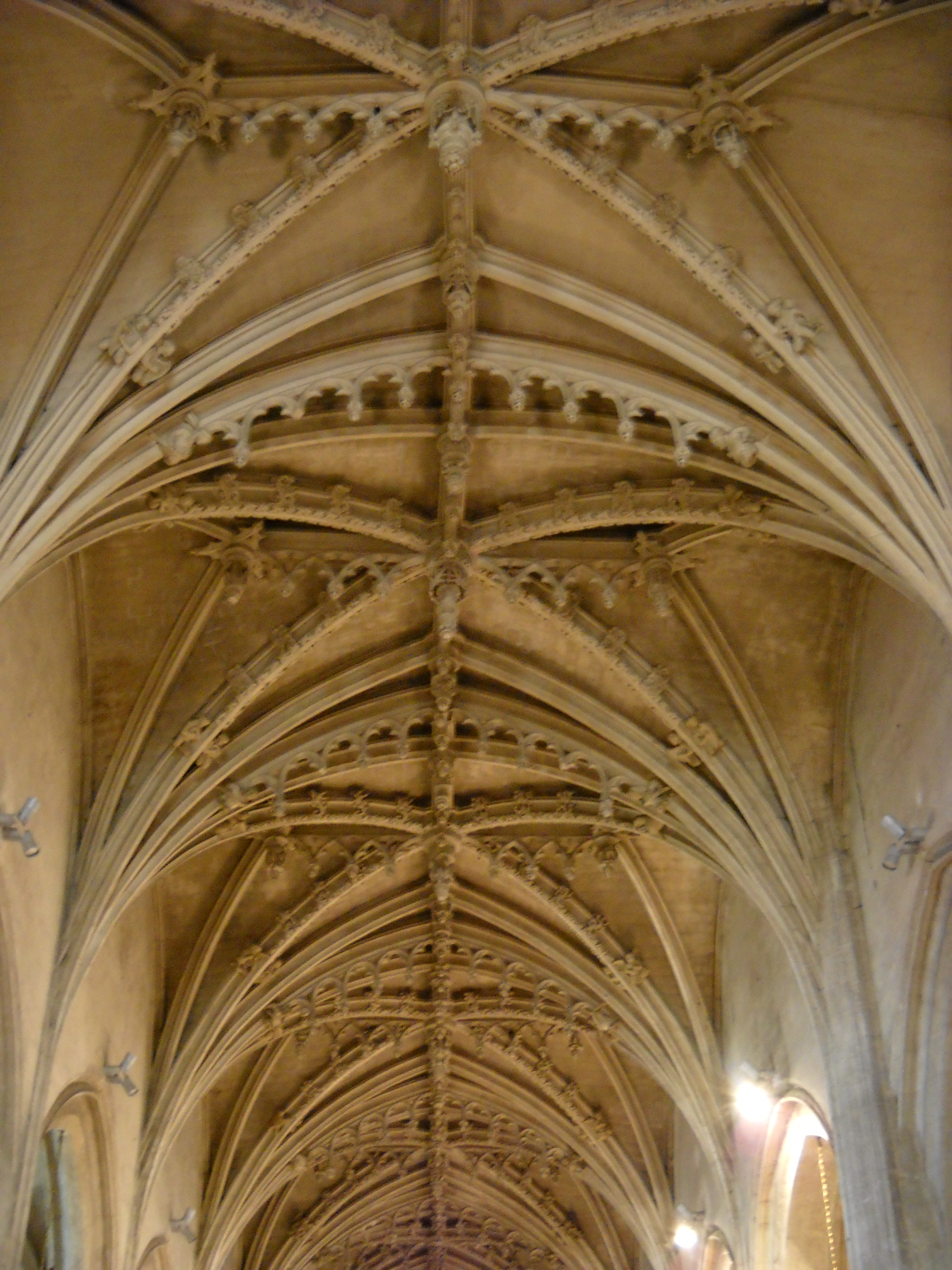
La voûte de la nef.

#### Église Saint-Germain de Loisé
L'église de Loisé appartient à l'une des paroisses les plus grandes et les plus anciennes de Mortagne. Jusqu'à la Révolution française, cette paroisse est considérée mi-rurale mi-urbaine. Toutefois, au XVIIe siècle, les habitants de Mortagne firent construire une succursale dans leur quartier : l'église Sainte-Croix.

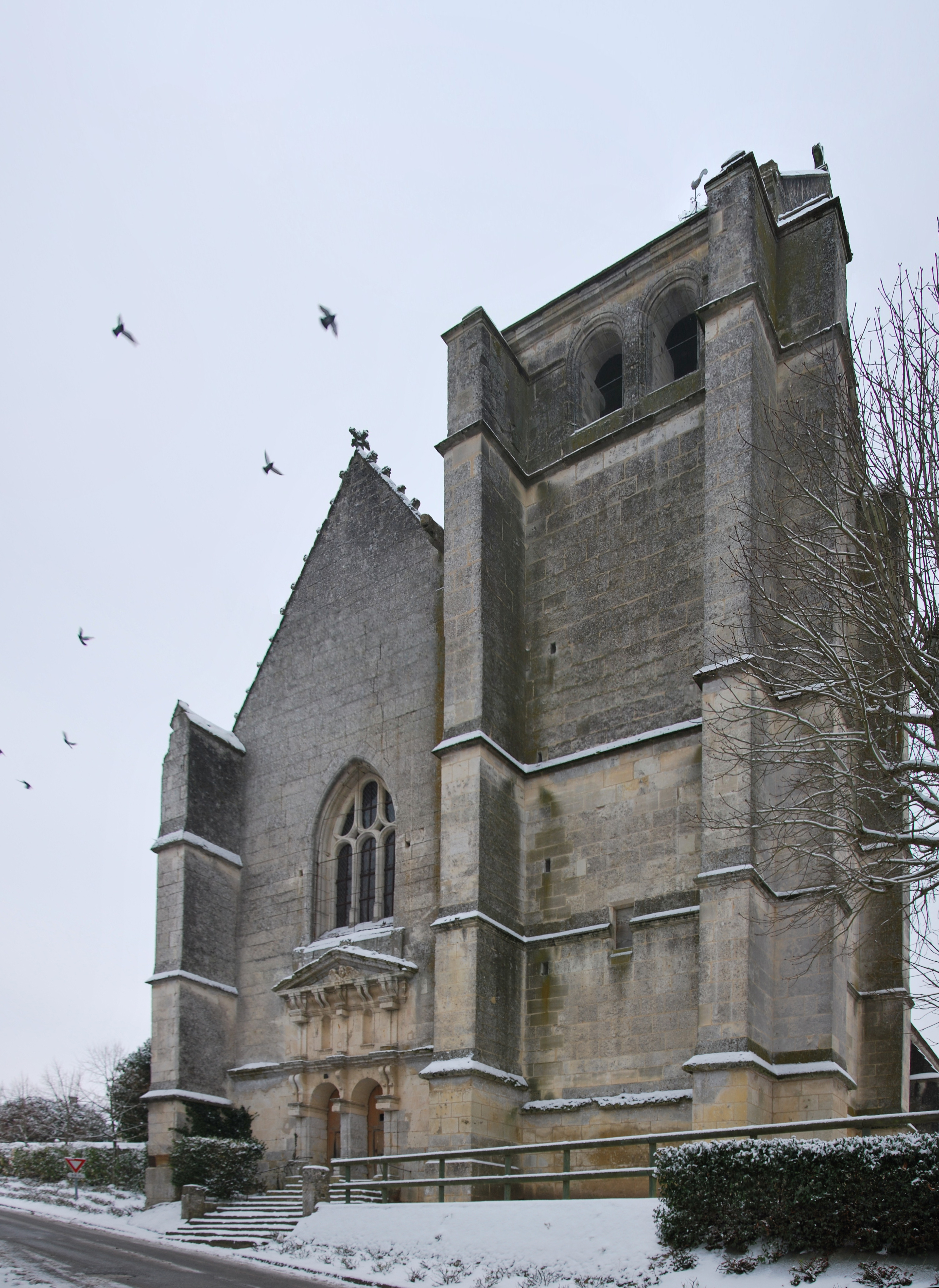
Le portail et le clocher de l'église Saint-Germain de Loisé.
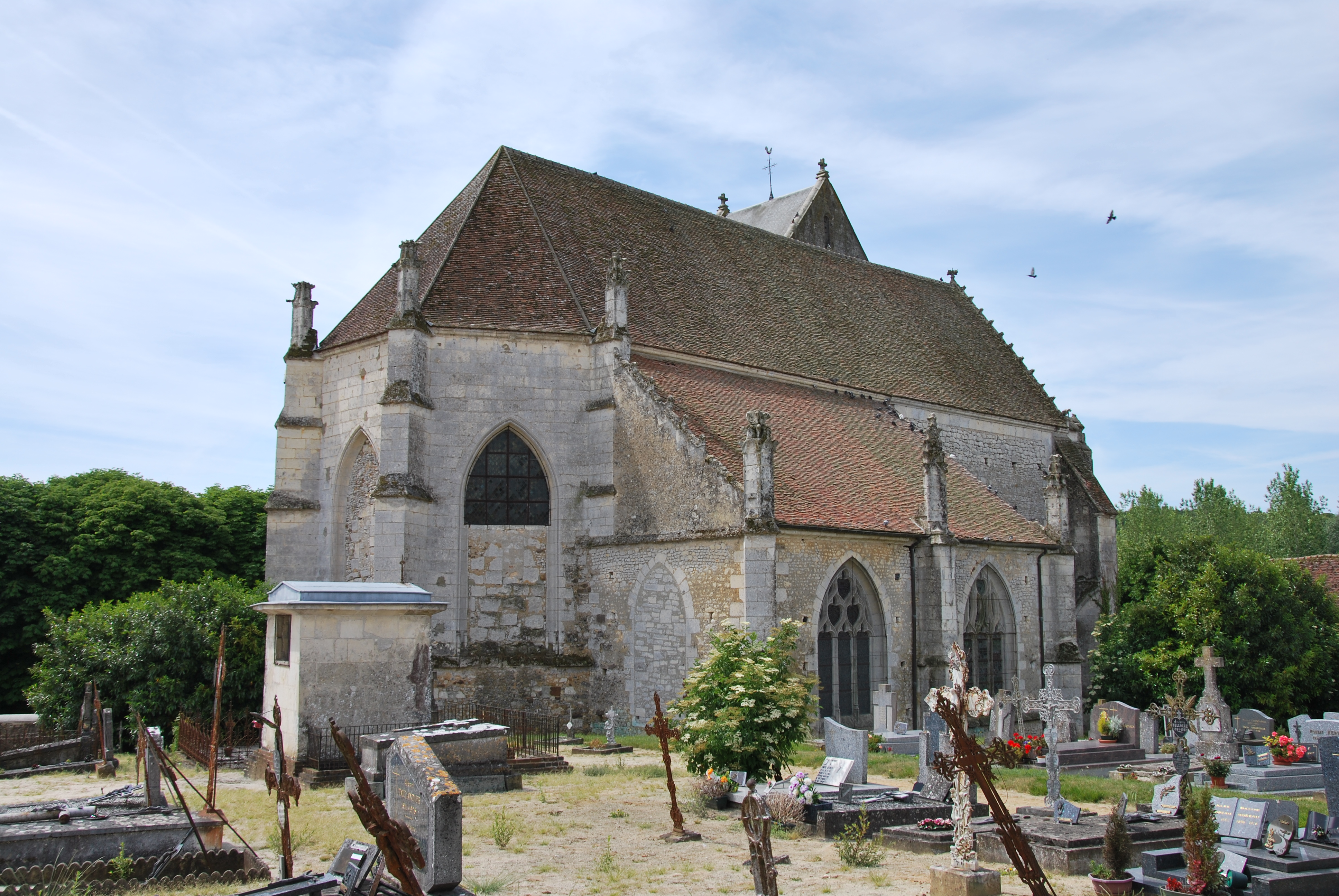
Vue depuis le nord-est.

Aujourd'hui, chaque année, une fête a lieu le dimanche de la Saint-Germain.

#### Hôtel du Marquis de Longueil
Cette maison est construite après la guerre de Cent ans et est appelée hôtel du Marquis de Longueil. Un grand portail s’ouvre sur un ensemble de bâtiments anciens. Dans la cour haute, se trouvent deux corps de logis des XVe et XVIIe siècles avec tourelle à huit pans. La cour basse a conservé, avec l’encadrement de ses fenêtres, tout son cachet d’art pré-renaissance. Le petit salon de style Louis XVI a conservé une corniche avec médaillons et guirlandes de fleurs, les boiseries ont quant à elles disparu.
Les bâtiments situés rue du Général Leclerc, avec la tourelle hexagonale, remontent au XVe siècle. Le bâtiment perpendiculaire à la rue de la Comédie est construit vers la fin du XVIIe siècle. Ces bâtiments étaient autrefois les écuries, les remises et le logement des palefreniers.
La façade et les toitures sur cour ainsi que le portail d'entrée donnant sur la cour basse sont inscrites aux monuments historiques par arrêté du 11 août 1975.
Le 27 septembre 1897, l’Abbé Bignon, curé de Mortagne, ouvre un cours élémentaire dans les locaux laissés libres par les « Dames blanches » dans l’ancien Hôtel du Marquis de Longueil. D’abord seulement externat, un internat s’ouvre en 1908 et se développe rapidement.
Cet ancien hôtel abrite aujourd'hui le collège de l'ensemble scolaire Bignon, issu de la fusion entre l'école pour garçons Bignon et l'école pour filles Saint-Joseph dans les années 1960.

#### Hôtel Bonnet de Beslou
Il accueille la sous-préfecture de l'arrondissement de Mortagne-au-Perche.

#### Hôtel Hocquart de Montfermeil
Dit Hôtel des Tailles

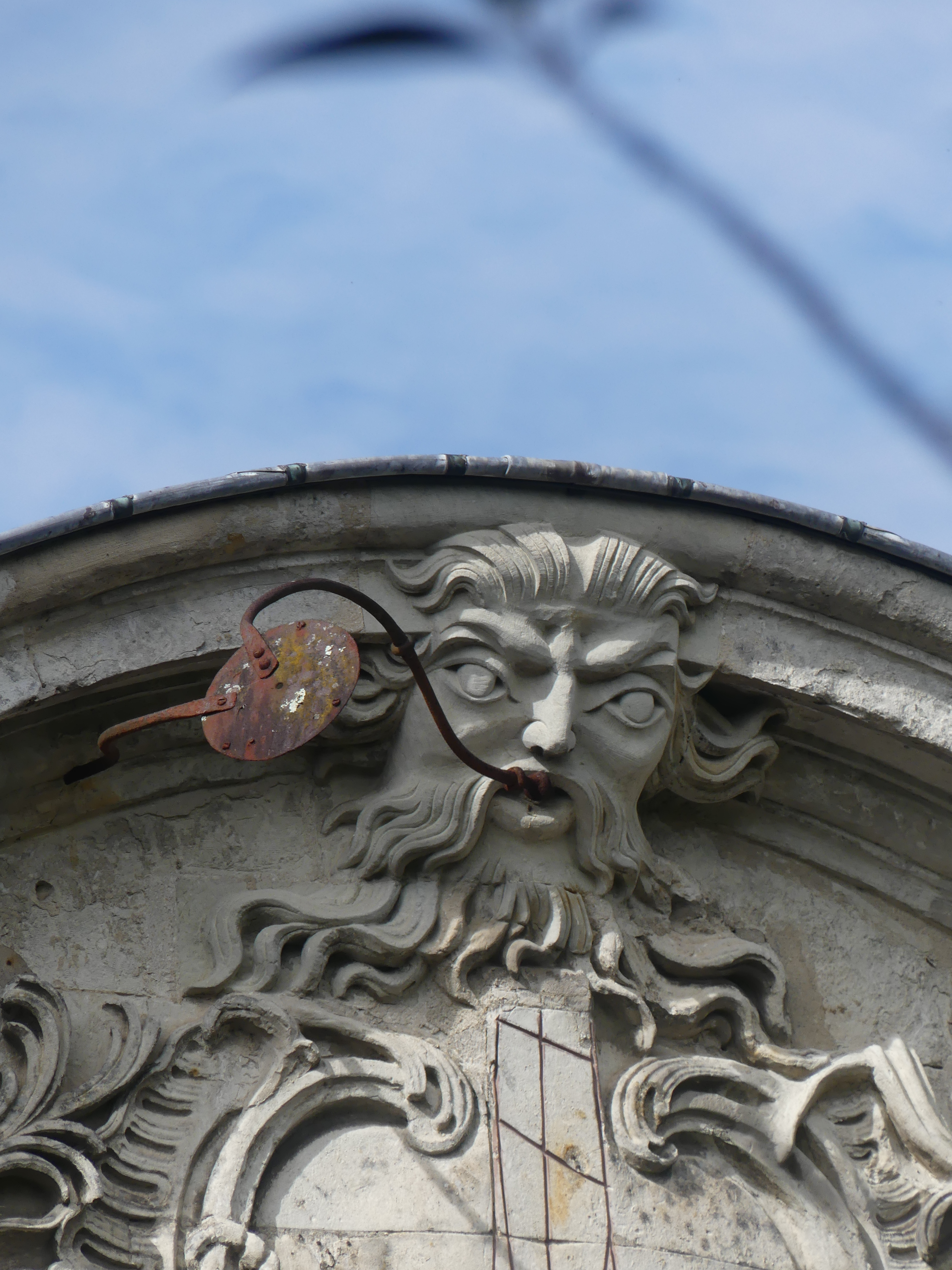
Cadran solaire
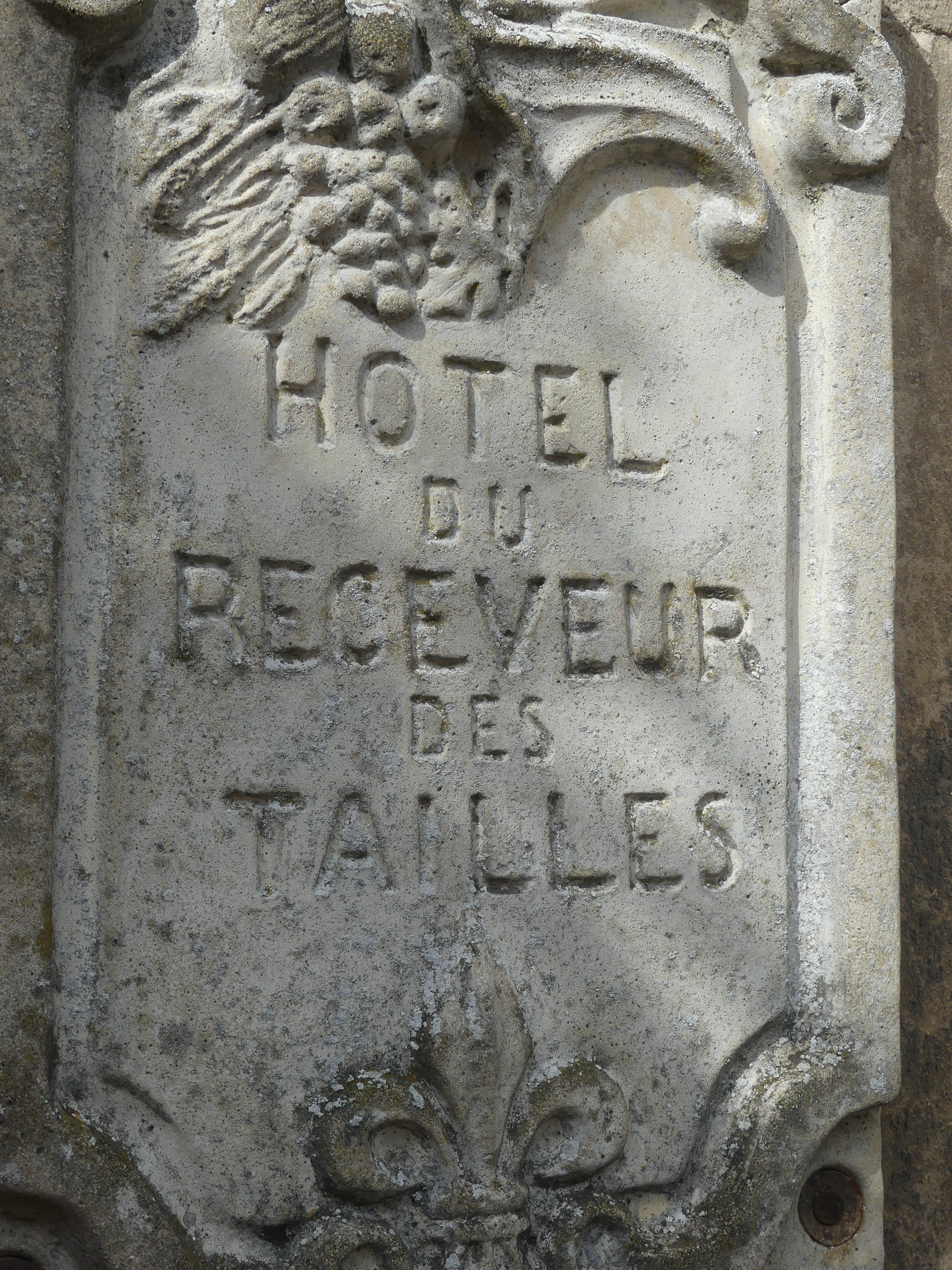
Plaque à la porte.

#### Ancienne prison
Elle est transformée depuis en maison pour tous.

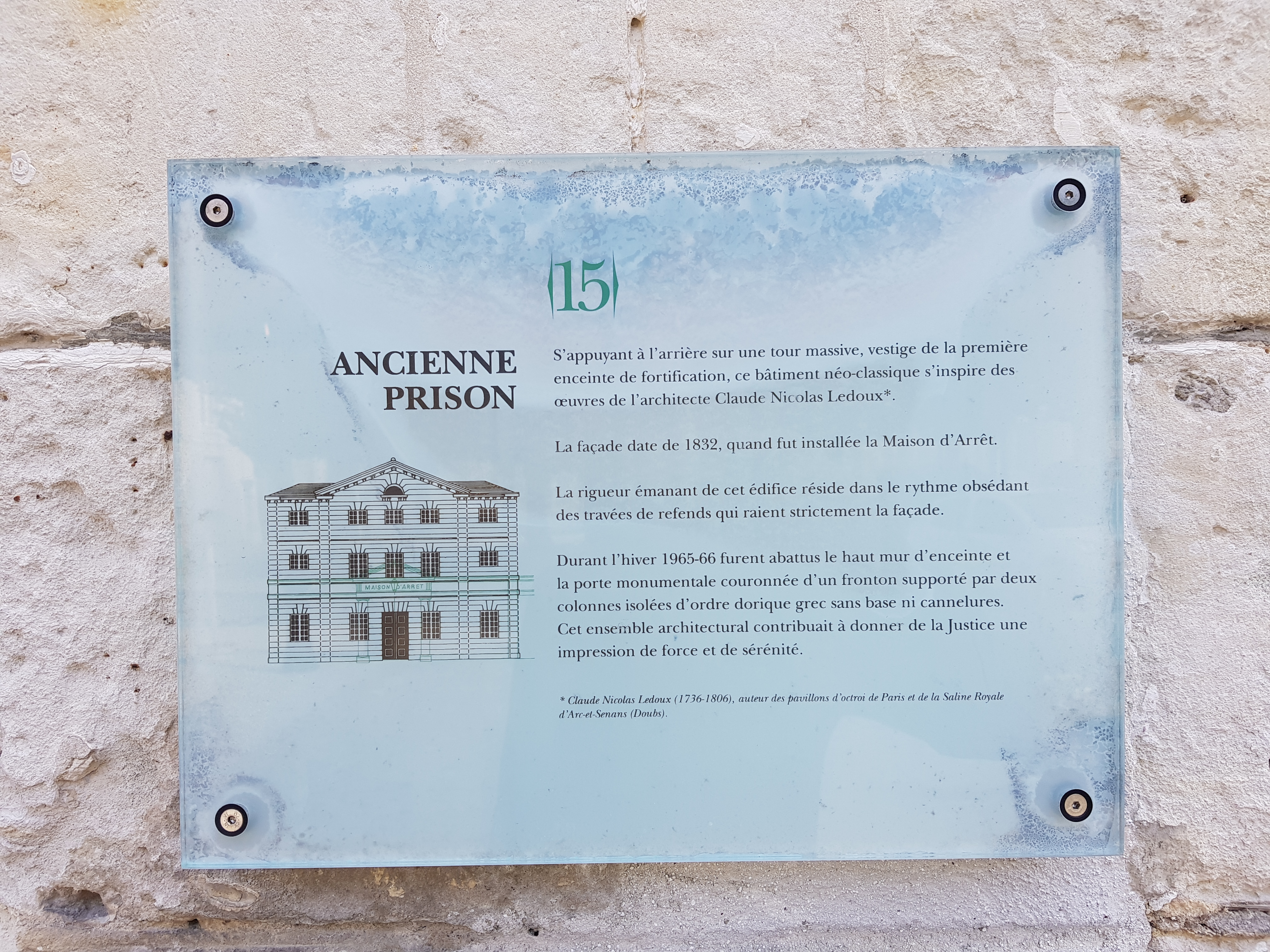
Panneau de l'ancienne prison.
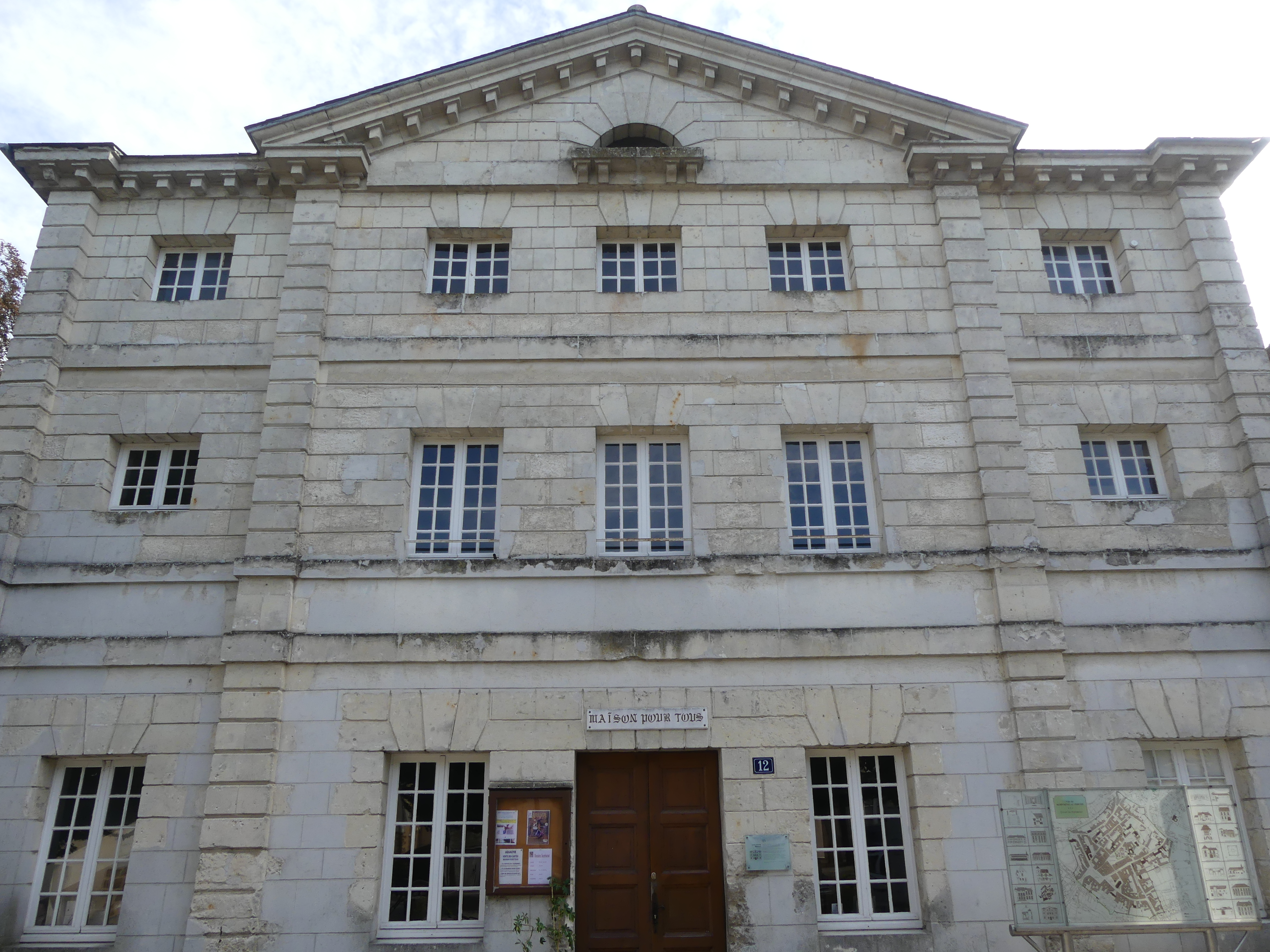
ancienne prison

#### Hôpital Marguerite de Lorraine
L'origine de l'hôpital de Mortagne remonte au XVe siècle. La construction fut entreprise par un comte du Perche et était situé à la place de l'ancienne préfecture (aujourd'hui rue Aristide Briand), devenue une école publique aujourd'hui. À l'époque, il s'appelait l'hôpital Saint-Nicolas.
C'est en ce lieu que Marguerite de Lorraine prodigua ses premiers soins aux malades de la population de Mortagne-au-Perche, assistée dans sa tâche par de jeunes mortagnaises.
En avril 1499, à la faveur d'un nombre de malades grandissant, Marguerite de Lorraine fait appel à des religieuses du Tiers Ordre de Saint-François pour l'aider dans ses tâches de soins au sein de l'hôpital. Originaires de Picardie, les religieuses vont dès lors consacrer leur temps au service de l'hôpital.
Au début du XVIe siècle, les religieuses demandent à Marguerite de Lorraine de faire construire en couvent à Mortagne. Marguerite de Lorraine chargea alors son homme d'affaires Jean Goëvrot de trouver un terrain. Celui-ci acheta un terrain à l'entrée de Mortagne, situé en bas de la ville, près de l'ancienne porte de Paris. Ce champ s'appelait « La Saingle » : les seigneurs justiciers du Perche s'en servaient pour dresser leur potence et y exécuter les criminels. Une fois le terrain trouvé, Marguerite remit la propriété à Mme de Montboisier pour mener le chantier à terme.
C'est ainsi que l'hôpital rejoint son emplacement actuel, rue de Longny.
Parties de l'hôpital Saint-Nicolas en 1506, les religieuses furent remplacées par de vertueuses mortagnaises dont les premières furent choisies par Marguerite de Lorraine elle-même. Elles furent ensuite remplacées en 1666 par les Augustines, puis la Révolution les en chassa en 1793. Rappelées le 29 septembre 1800, ces dernières quittèrent la rue Aristide Briand pour s'établir dans le couvent Saint-François.

#### Cloître de l’ancien couvent Saint-François-et-Sainte-Claire
L'ancien couvent Saint-François-et-Sainte-Claire est situé dans l'enceinte du centre hospitalier Marguerite-de-Lorraine à Mortagne-au-Perche.
Construit en 1515, le couvent dit « des Clarisses » constitue la partie ancienne de l'hôpital actuel. La chapelle et le cloître des Clarisses n'ont pas été épargnés par les vandales de la révolution et ce n'est que grâce à la générosité des âmes pieuses de la région qu'on parvint à les restaurer et à les embellir entre 1800 et 1802. Une souscription est en cours en 2025 pour la restauration de la chapelle fondée par Marguerite de Lorraine.

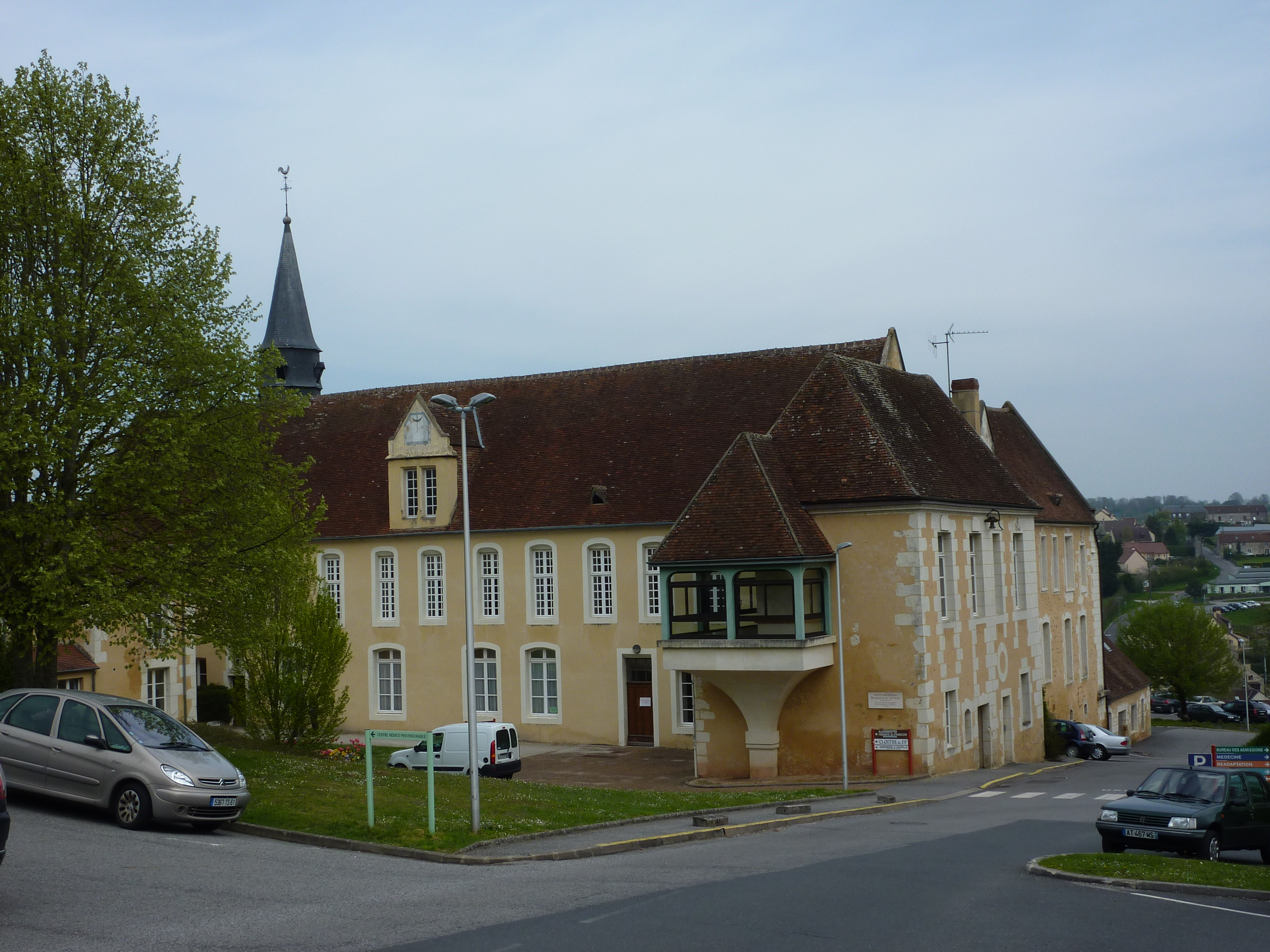
Vue extérieure du couvent Saint-François.
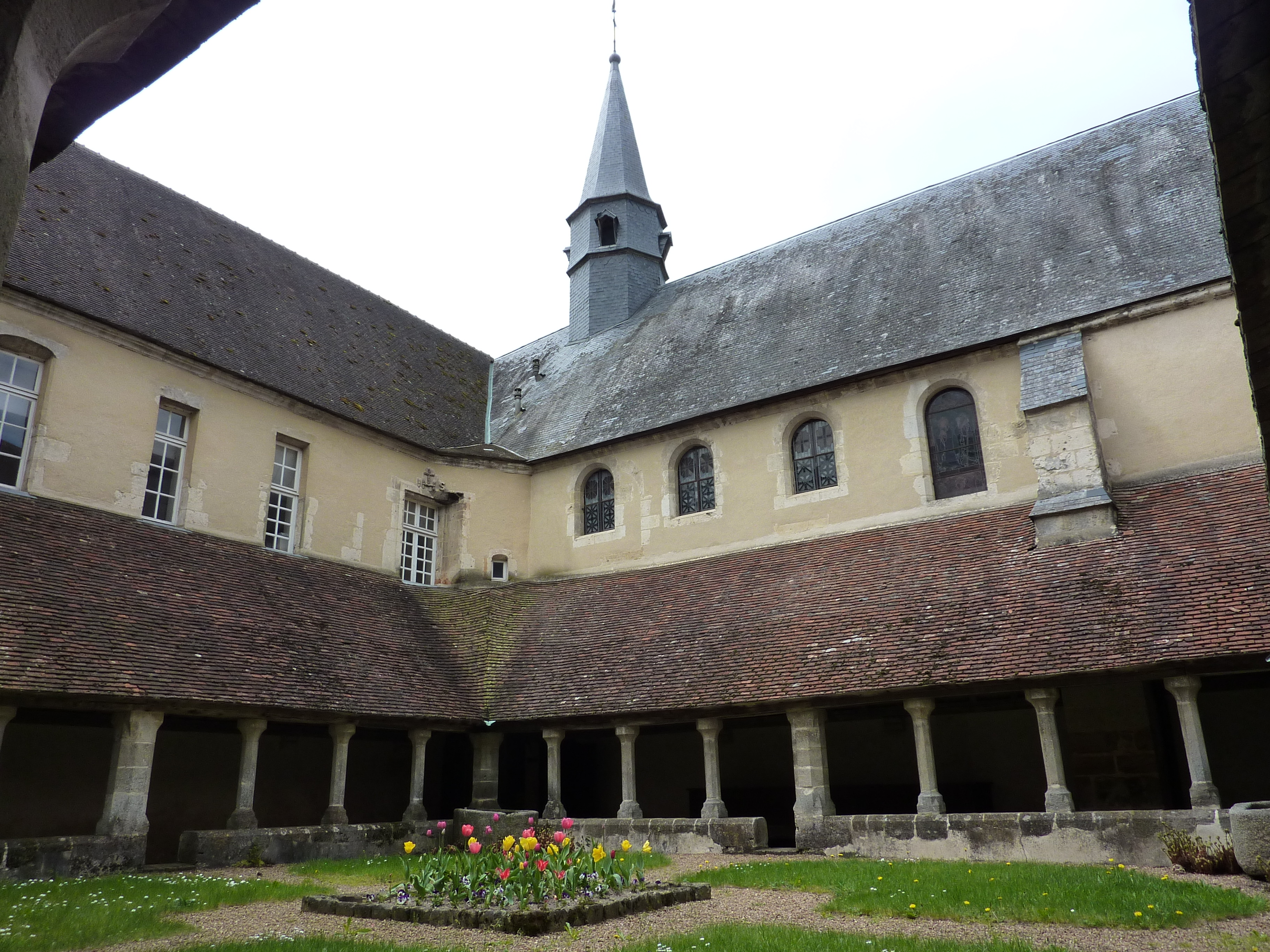
Cloître du couvent Saint-François (du côté de la chapelle).

#### La chapelle de l’ancien couvent Saint-François-et-Sainte-Claire

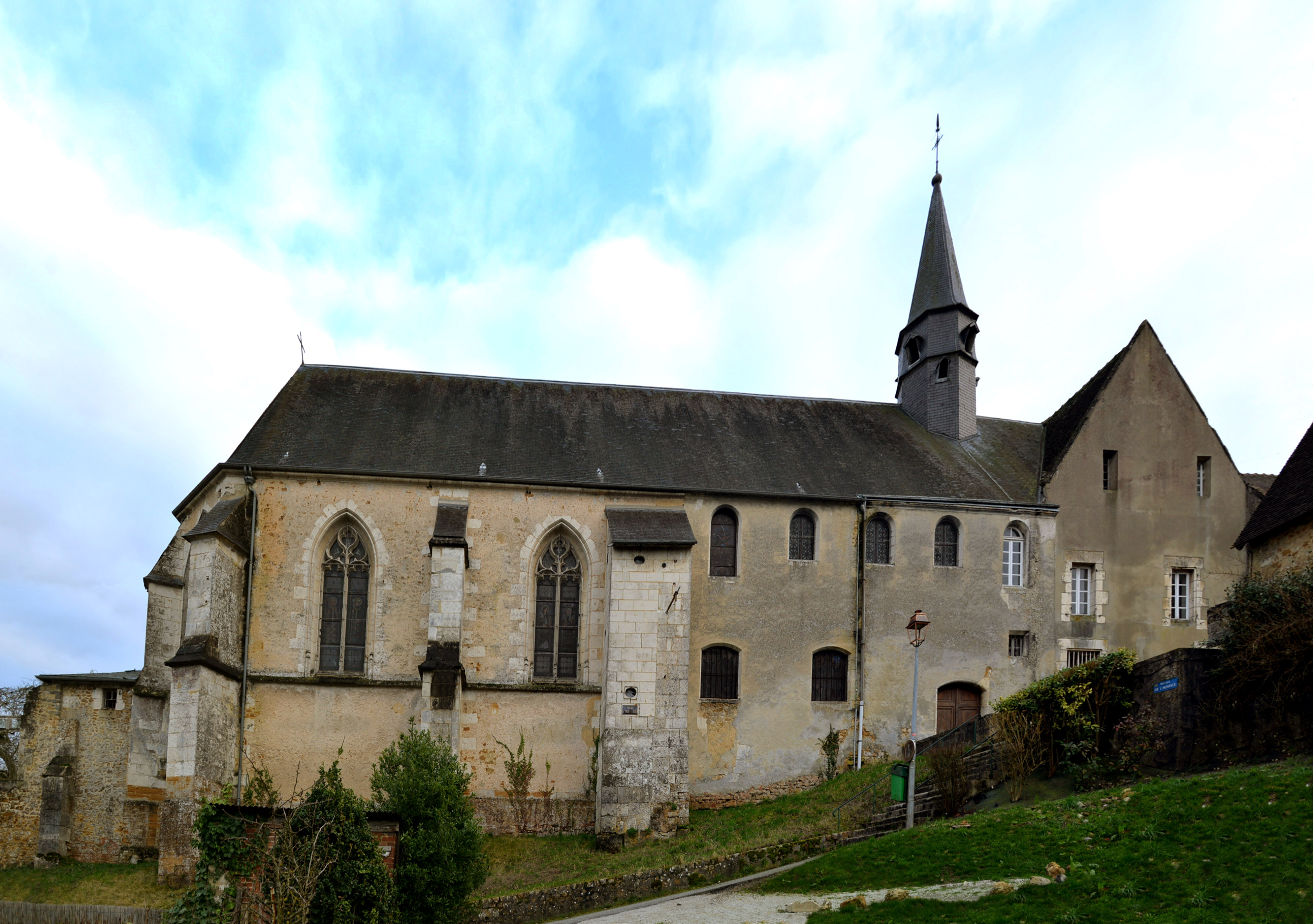
La chapelle de l’ancien couvent.

#### Hôtel Fouteau-Dutertre
L'hôtel, du XVIIIe siècle, est classé au titre des monuments historiques depuis 1975.
Situé au 22 rue Sainte-Croix, l'hôtel dit « de l’Hermitte du Landais » appartenait à une riche famille de Mortagne, de noblesse de robe (avocats), les Foutel (ou Foustel) dont la branche minime s'appelait Fouteau (Fousteau), seigneurs du Tertre et de la Mondrouzière. Cette famille, issue du gouverneur de Mortagne, Jean Foustel, mort à Mortagne en 1497, possédait en outre une chapelle familiale (Saint-Clair) dans l'église Saint-Jean et Saint-Malo, détruite en partie à la Révolution et non reconstruite. Dans cette chapelle, Denis Foustel, médecin du duc d'Alençon, aurait fait placer ses armoiries en 1512.
Cet hôtel est en cours de rénovation depuis 2011.

#### L’hippodrome
L'hippodrome, labellisé « Patrimoine du XXe siècle », est partiellement inscrit au titre des monuments historiques pour les élévations et les toitures des trois tribunes depuis 1996.

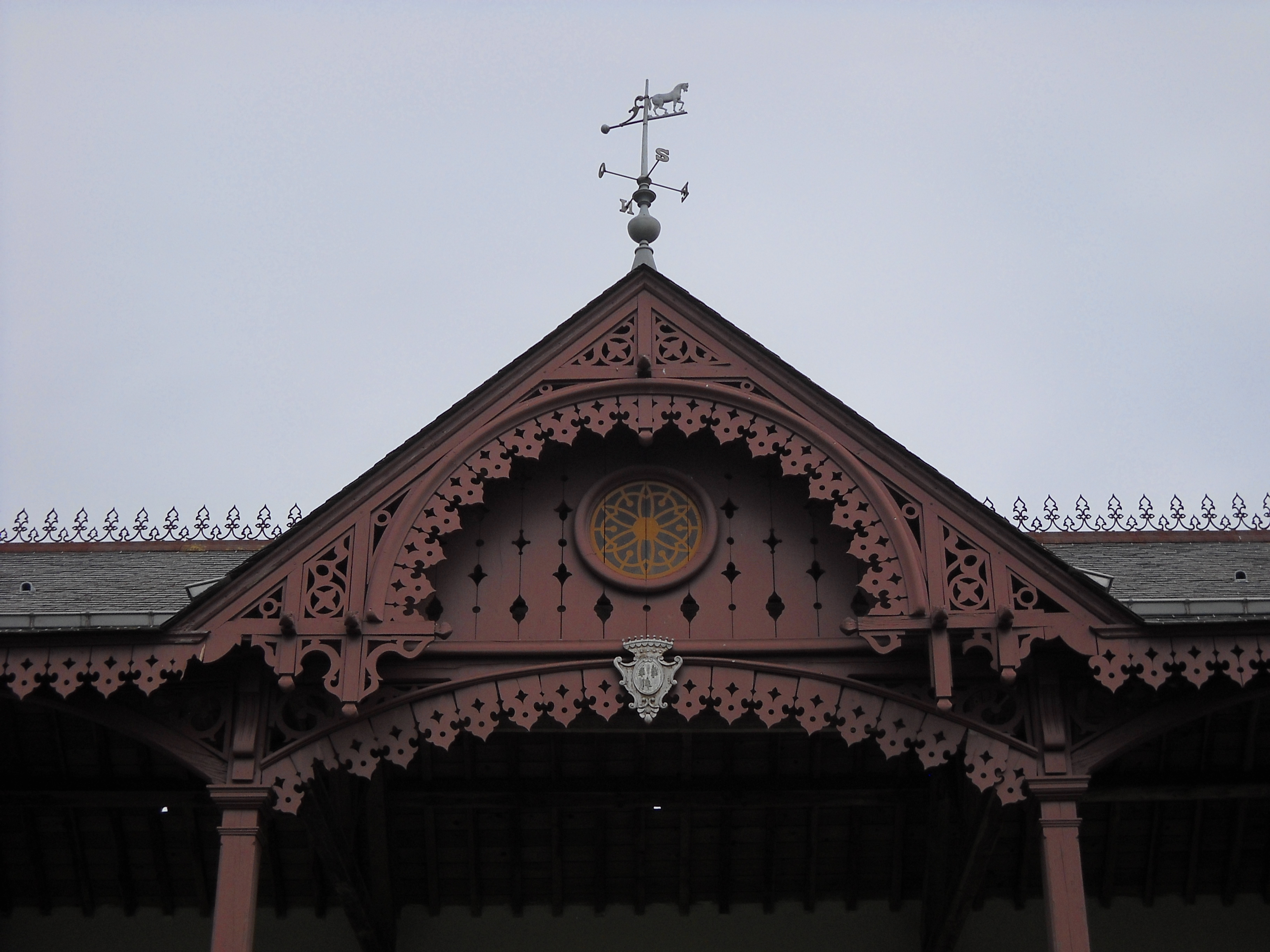
Le fronton d'une des tribunes.

#### La léproserie de Chartrage
En 1090, la ville de Mortagne et les environs étant infectés de la lèpre. Rotrou II qui y avait alors sa résidence fit bâtir une léproserie au lieu appelé Châtrage. II y établit un prieur et quatre religieux de l'ordre de Saint-Augustin pour avoir pris soin des lépreux.

### Personnalités liées à la commune
- Zacharie Cloutier (1590-1677), cofondateur de Beauport et pionnier de la Nouvelle-France ayant la plus nombreuse descendance au sein de la population québécoise.
- Marin Boucher (1589-1671), pionnier, fondateur de la ville de Rivière-Ouelle au Québec.
- Pierre Boucher (1622-1717), explorateur, fondateur de la ville de Boucherville au Québec.
- Charles de Bonvoust (Mortagne, 1737 - 1811), général français de la Révolution et de l'Empire.
- Jean-Denis Fourmy (1741-1825), homme politique né et décédé à Mortagne-au-Perche, membre du Conseil des Cinq-Cents.
- Antoine Charles André René de Puisaye (1751-1849), militaire et homme politique français.
- Alexandre Pau de Saint-Martin (1751-1820), peintre français.
- Le comte Joseph de Puisaye (1755-1827) né à Mortagne-au-Perche fut le représentant de la noblesse percheronne aux États généraux de Versailles de 1789. Il bascule dans la Contre Révolution après l'arrestation du roi et rejoint la chouannerie en Bretagne. Il est choisi par le comte d'Artois (futur Charles X) pour organiser le débarquement anglais de Quiberon en 1795 dont l'échec signe la fin de sa participation au mouvement. Il meurt exilé à Hammersmith près de Londres.
- Le graveur Jules-Clément Chaplain, né à Mortagne-au-Perche le 12 juillet 1839
- Le philosophe Alain (1868-1951), est né rue de la Comédie à Mortagne-au-Perche.
- François-Pierre de Rigaud de Vaudreuil (1703 à Mortagne - 1779), gouverneur des Trois-Rivières et gouverneur de Montréal à l'époque de la Nouvelle-France.
- Gilles Hocquart (1694-1783), intendant de la Nouvelle-France entre 1729 et 1748.
- Adolphe Guérin (Mortagne-au-Perche, 1805-1855), homme politique.
- Achille Giroux (Mortagne-au-Perche, 1816-1854), peintre naturaliste spécialiste des chevaux.
- Jules Cressonnois (1823-1883), compositeur et chef d'orchestre, né à Mortagne-au-Perche.
- Gabriel Marie Brideau (1844-1875), graveur, journaliste et révolutionnaire blanquiste communard.
- Ernest Granger (Mortagne-au-Perche, 1844 - 1914), communard et homme politique.
- M. Hulot, oncle de Nicolas Hulot, qui a inspiré le personnage de Jacques Tati. La maison[Quoi ?] est aujourd'hui celle de la descendante du musicien compositeur Jules Massenet[réf. nécessaire].
- Roger Johan (Mortagne-au-Perche, 1902 - Agen, 1993), évêque d'Agen de 1956 à 1976.
- Le journaliste Jean Planchais (1922-2006), né à Mortagne-au-Perche.
- Le journaliste et écrivain suisse Alex Capus, né à Mortagne-au-Perche en 1961.
- Le peintre français Jean-Jacques Monanteuil, né en 1785 à Mortagne-au-Perche.
- L'actrice Marie Glory, née en 1905 à Mortagne-au-Perche.
- L'écrivain Tristan Ranx réalise en 2008 un reportage exclusif sur la foire du boudin de Mortagne pour la revue Standard.
- Le musicien Maurice Simon (1879-1941) décédé à Mortagne-au-Perche.
- Hubert Beuve-Méry (1902-1989), fondateur du journal Le Monde. Sa famille y possédait une maison[réf. nécessaire].
- Raoul Couppel du Lude (1851-1923), préfet, est né à Mortagne-au-Perche.
- Charles Lamy (1689-1743), peintre, est né à Mortagne-au-Perche.
- Claude Simonet, né le 27 juin 1930 à Mortagne-au-Perche, fut le président de la Fédération française de football du 19 février 1994 au 12 février 2005.
- Germaine Haye (1888-2002), doyenne des Français et des Européens de 2001 à 2002, y est décédée.
- Michel Fleury (1923-2002), historien, archéologue et archiviste français inhumé dans le cimetière de l'église Saint-Germain de Loisé
- Pascal Quittemelle, né en 1962 à Mortagne-au-Perche, photographe.
- Arnaud Malherbe (né en 1972), réalisateur, est né et a été scolarisé à Mortagne-au-Perche.

### Héraldique
| Armes de Mortagne-au-Perche | Les armes de la commune de Mortagne-au-Perche se blasonnent ainsi : D'or à trois fougères de sinople. |

### Jumelages
Mortagne-au-Perche est jumelée avec plusieurs villes, dont :
- Mopti (Mali).
- Boucherville (Canada), de la province de Québec. La charte de jumelage fut signée en 1967, entre Alcide Dodier, maire de Mortagne-au-Perche, et Charles Desmarteaux[86]. Aujourd'hui, l'association Perche-Canada[87] est l'interlocuteur mortagnais du jumelage avec Boucherville.
- Wietmarschen (Allemagne).

## Sources et bibliographie

### Ouvrages régionaux
- Léon de La Sicotière, « Notice sur l’arrondissement de Mortagne », Annuaire des cinq départements de la Normandie, Caen,‎ 1838, p. 253-281 (lire en ligne). — Tiré à part : Caen, A. Le Roy, 1837.
- Miniac (Jean-François), Les nouvelles affaires criminelles de l'Orne, de Borée, Paris, 2009.
- Siguret (Philippe), Histoire du Perche, Éditions des Amis du Perche, Ceton, 2000, 606 pages.